# Pinacoteca comunale (Deruta)
La Pinacoteca comunale di Deruta  ha sede nel palazzo dei Consoli la cui costruzione risale al Trecento. Inaugurato all'inizio del '900, riaperto al pubblico dopo alcuni lavori di restauro il 2 giugno 1975, il museo custodisce opere raccolte in tempi diversi.

## La sede
L'antico Palazzo comunale è una sobria architettura trecentesca con portale e bifore ogivali. È probabile che l'edificio abbia subito riduzioni ai lati, ma da quanto risulta dagli affreschi del Perugino e di Bartolomeo Caporali comunque le sue dimensioni non erano molto estese. In esso avevano sede gli anteposti di Deruta, l'archivio e il carcere. Il palazzo fu restaurato nel 1760 e modificato nel coronamento da Pietro Carattoli. Nello spazio interno furono ricavate due stanze in funzione di abitazione del giudice locale.

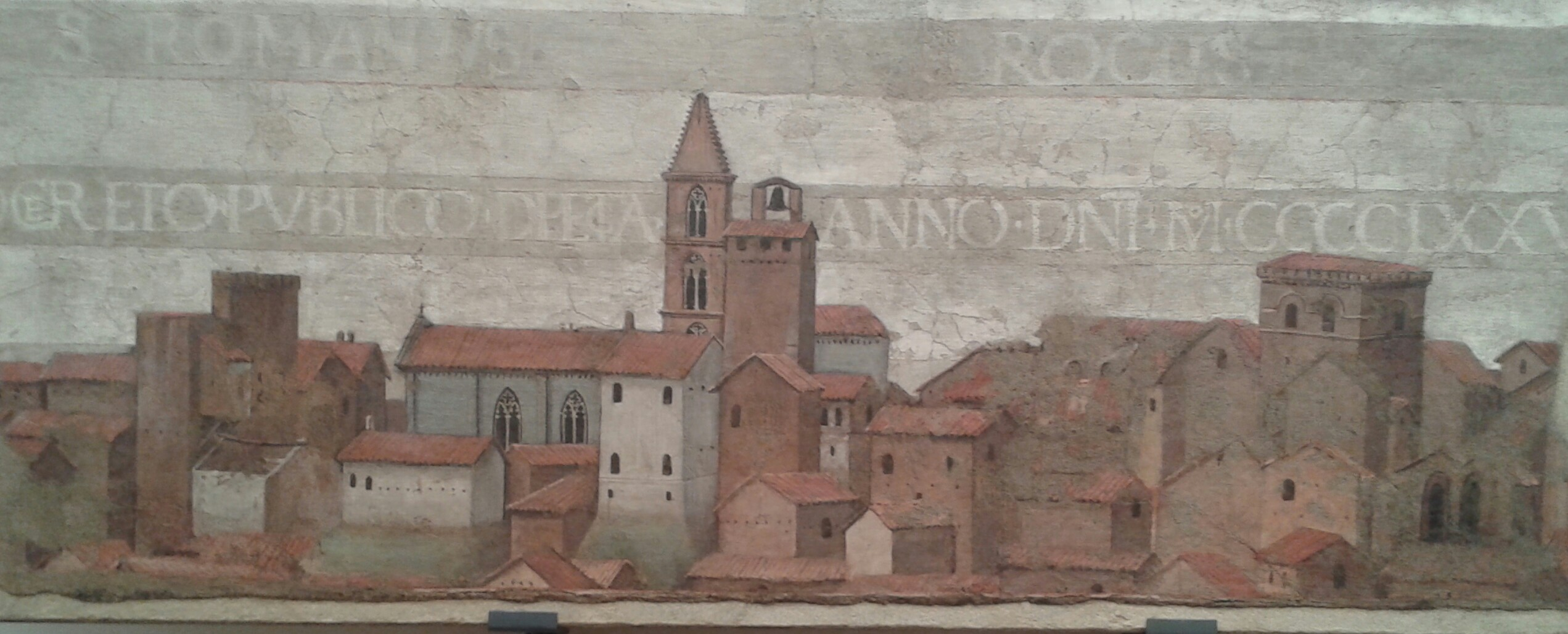
Veduta di Deruta nell'affresco del Perugino.
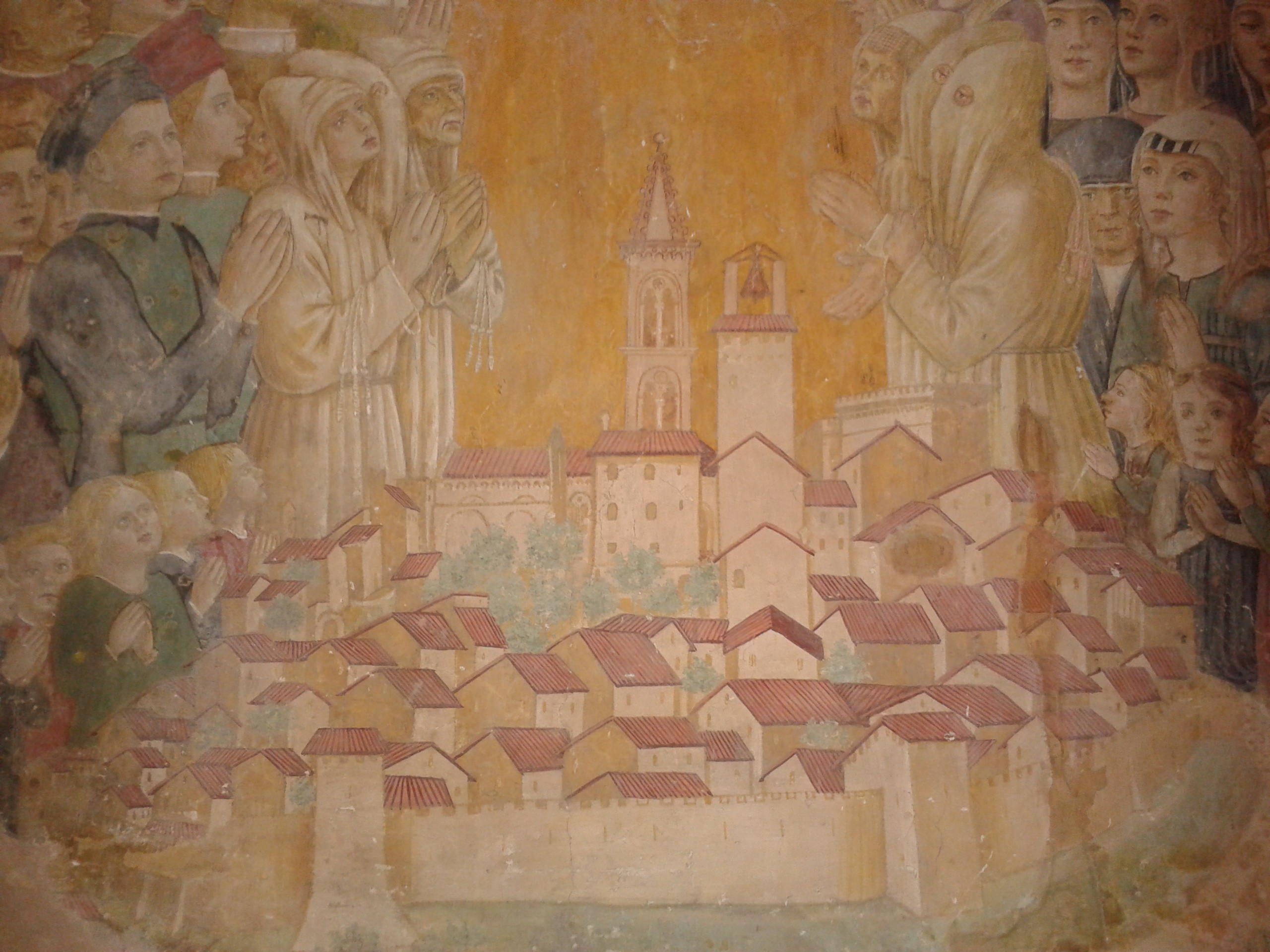
Veduta di Deruta nell'affresco di Bartolomeo Caporali.

## L'atrio
Nell'atrio del palazzo comunale sono conservati vari reperti archeologici e frammenti architettonici di epoca medievale e rinascimentale, dei quali però non è nota la provenienza o il luogo di ritrovamento. Di particolare interesse sono una bifora trecentesca, forse appartenente a un'ala demolita del palazzo, una stele frammentaria con iscrizione dedicatoria all'imperatore Adriano, un’anfora romana in terracotta, una colonna sormontata da un capitello, una statua priva di testa raffigurante il Dio Tiberino, una lastra altomedievale con motivi decorativi animali e vegetali e un prospetto di tabernacolo del XVI sec. in pietra serena. L'ingresso all'atrio è libero. A sinistra si trova l'ingresso alla pinacoteca da dove incomincia il percorso espositivo.

## Il percorso espositivo
Al primo piano sono esposte opere provenienti dalle chiese di Deruta e dall'ex ospedale di San Giacomo, tra cui la Madonna dei Consoli e il Gonfalone di Sant'Antonio Abate, di Nicolò Alunno e l'affresco staccato Padre Eterno con i santi Rocco e Romano di Perugino, proveniente dalla chiesa di San Francesco. Notevole anche un messale francescano risalente al XIII secolo.
Al secondo piano è custodita la Collezione Lione Pascoli, donata la comune di Deruta nel 1931. 
Tra i dipinti, raccolti fin dal Settecento, spiccano alcune opere di Giovan Battista Gaulli, Antonio Amorosi, Francesco Trevisani, Guido Reni, Sebastiano Conca e Pieter van Bloemen.

## Primo piano

### Biglietteria
Nella biglietteria si conservano due affreschi con la Crocifissione e Sant'Antonio abate e Santa Caterina d'Alessandria provenienti dalla chiesa dei Defunti di Ripabianca. Di questa chiesa ormai demolita ne resta il solo campanile. All'interno della chiesa si trovava infatti un vero e proprio ciclo votivo di affreschi realizzati da un pittore del XV sec. dal gusto fortemente locale. Gli altri affreschi staccati dalla chiesa non sono visibili al pubblico. Oltre a questi due affreschi, nella sala si trovano altri affreschi staccati provenienti, presumibilmente dalla forma, da una nicchia dalla chiesa dell'ospedale di San Giacomo di Deruta. Sono stati eseguiti da un pittore anonimo dell'ambito della scuola del Perugino e rappresentano il Padre Eterno e angeli, la Madonna col Bambino tra i santi Giacomo e Cristoforo, San Rocco e San Romano.

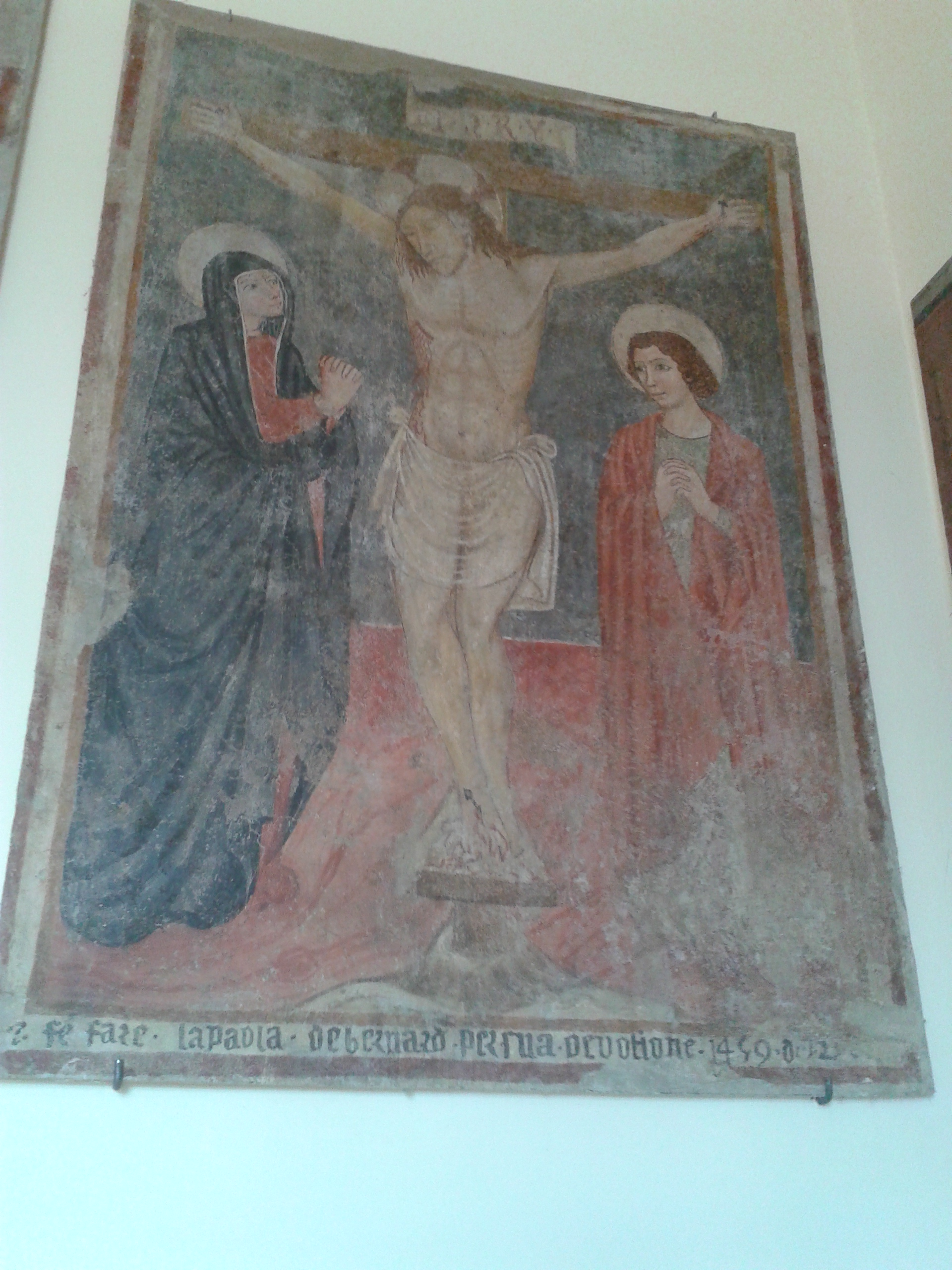
Affresco con la Crocifissione con l'iscrizione a caratteri gotici FE FARE LA PAOLA DE BERNANDO PER SUA DEVOTIONE 1499.
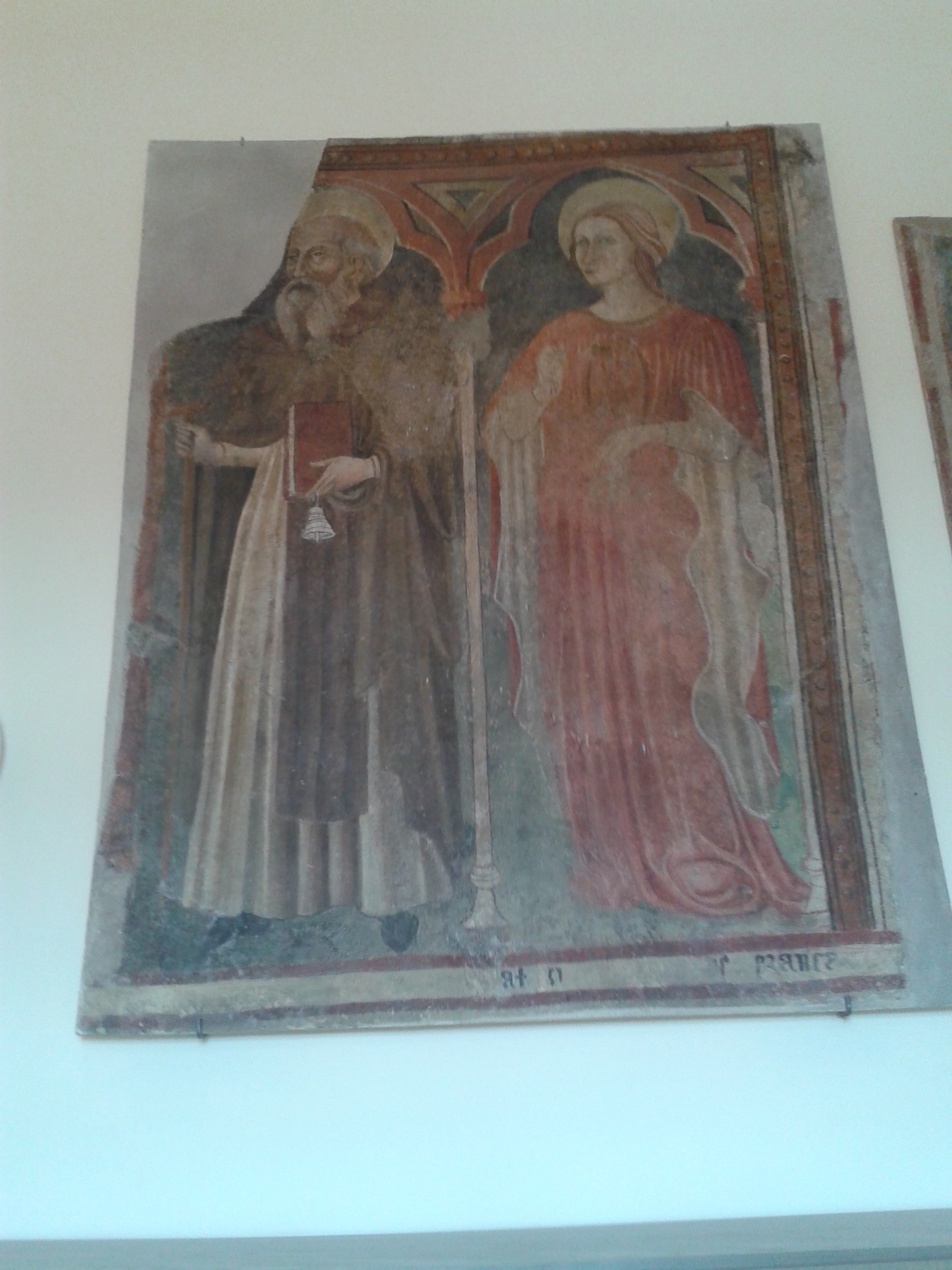
Affresco con Sant'Antonio abate e Santa Caterina d'Alessandria.
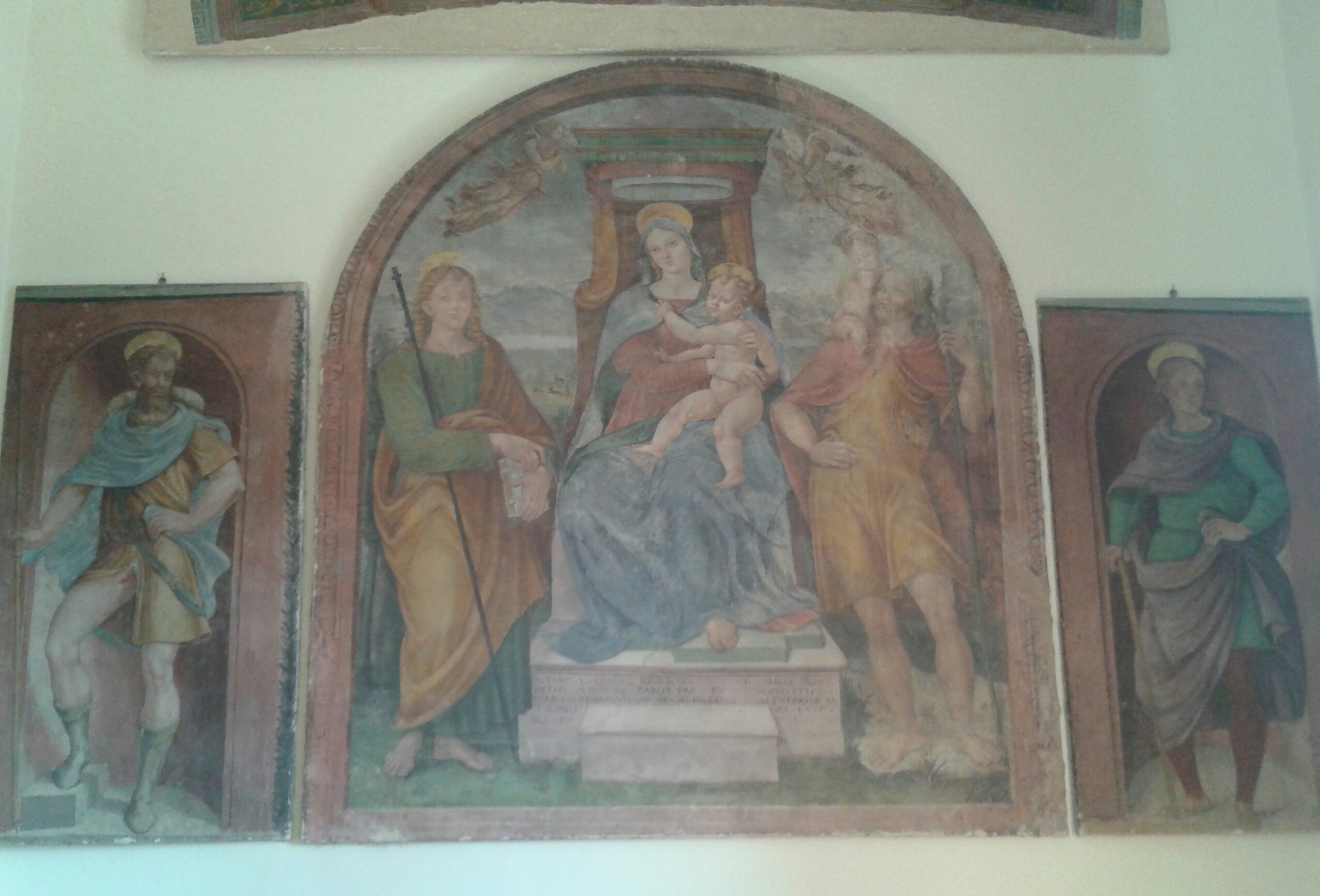
Il Padre Eterno e angeli, la Madonna col Bambino tra i santi Giacomo e Cristoforo, San Rocco e San Romano
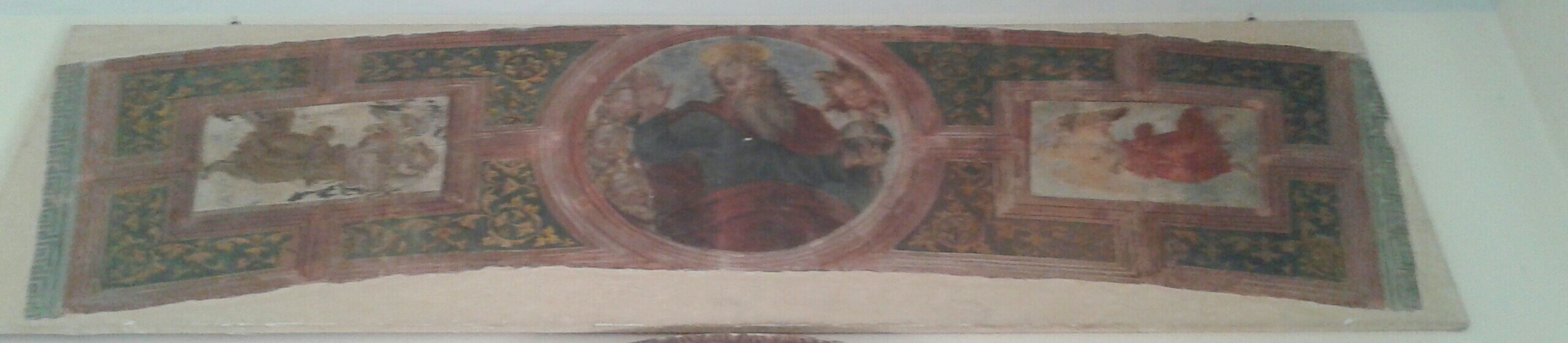
Affresco con il Padre eterno e angeli
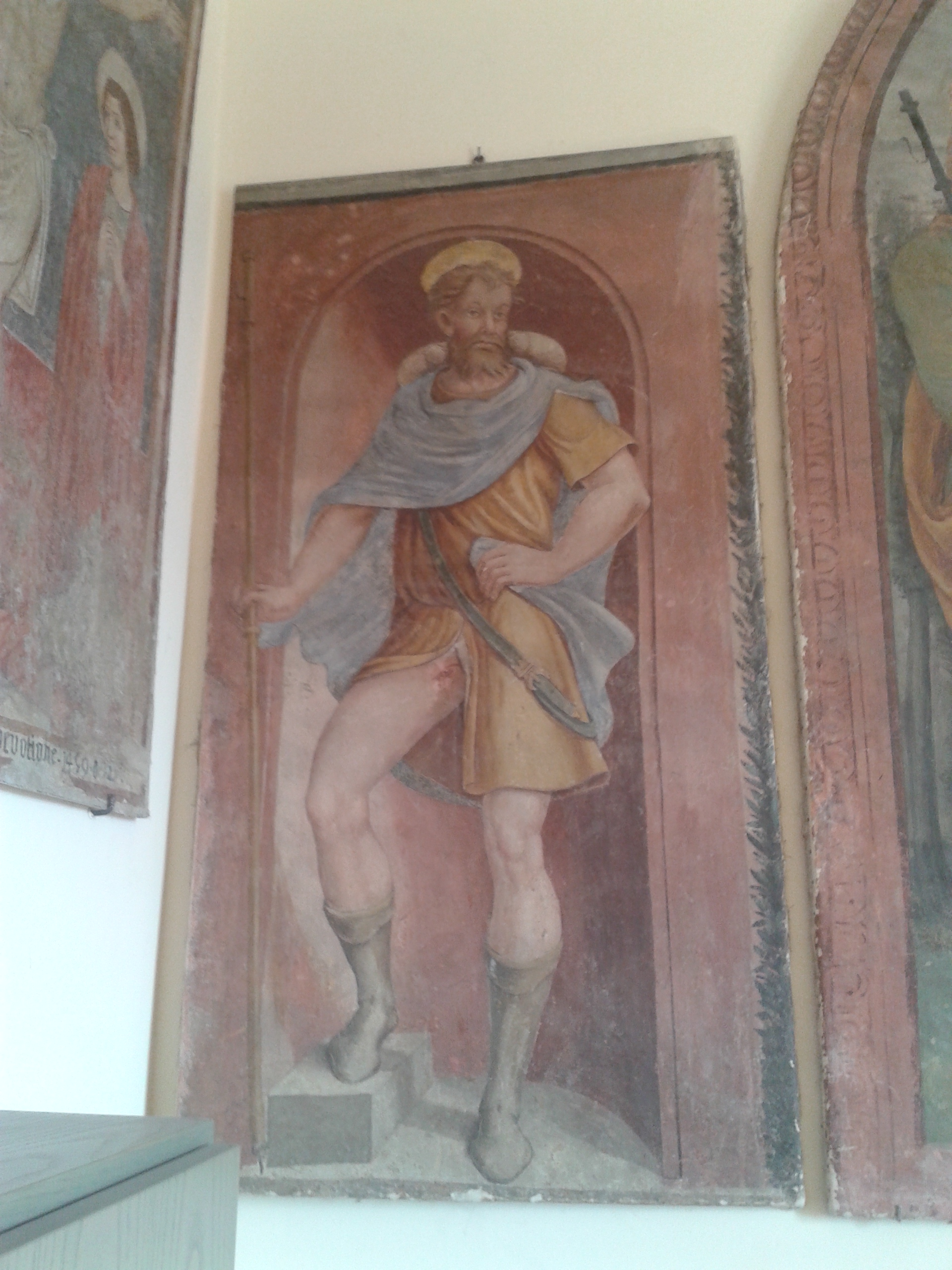
Affresco con San Rocco.

### Sala della Madonna dei Consoli
In questa sala sono conservate alcune opere provenienti dalla Chiesa di San Francesco tra cui la Madonna dei Consoli di Nicolò Alunno, del 1457, il Missale fratum minorum del Maestro di messali Deruta-Salerno e due Stendardi processionali con trigramma bernardiniano di un anonimo umbro del XV secolo. La Madonna dei Consoli fu firmata e datata da Nicolò Alunno, 1457 su commissione del vasaio Jacobus Rubei de Deruta.

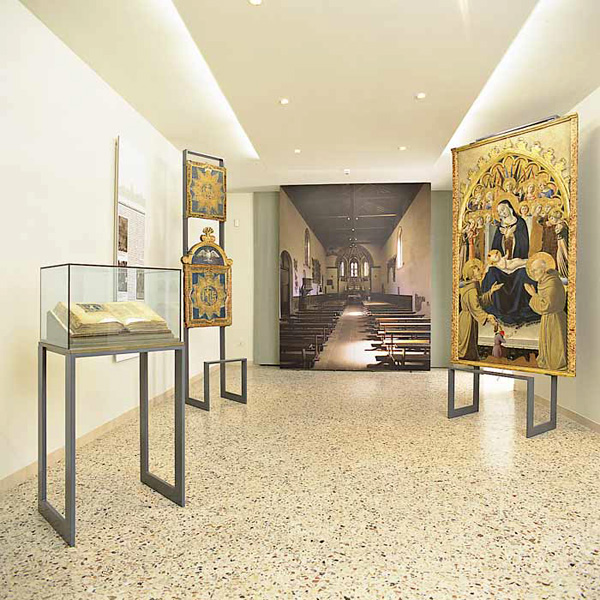
Veduta della sala.
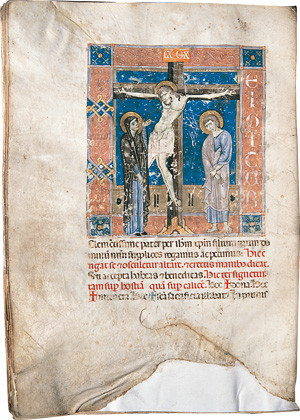
Missale fratum minorum del Maestro di messali Deruta-Salerno.
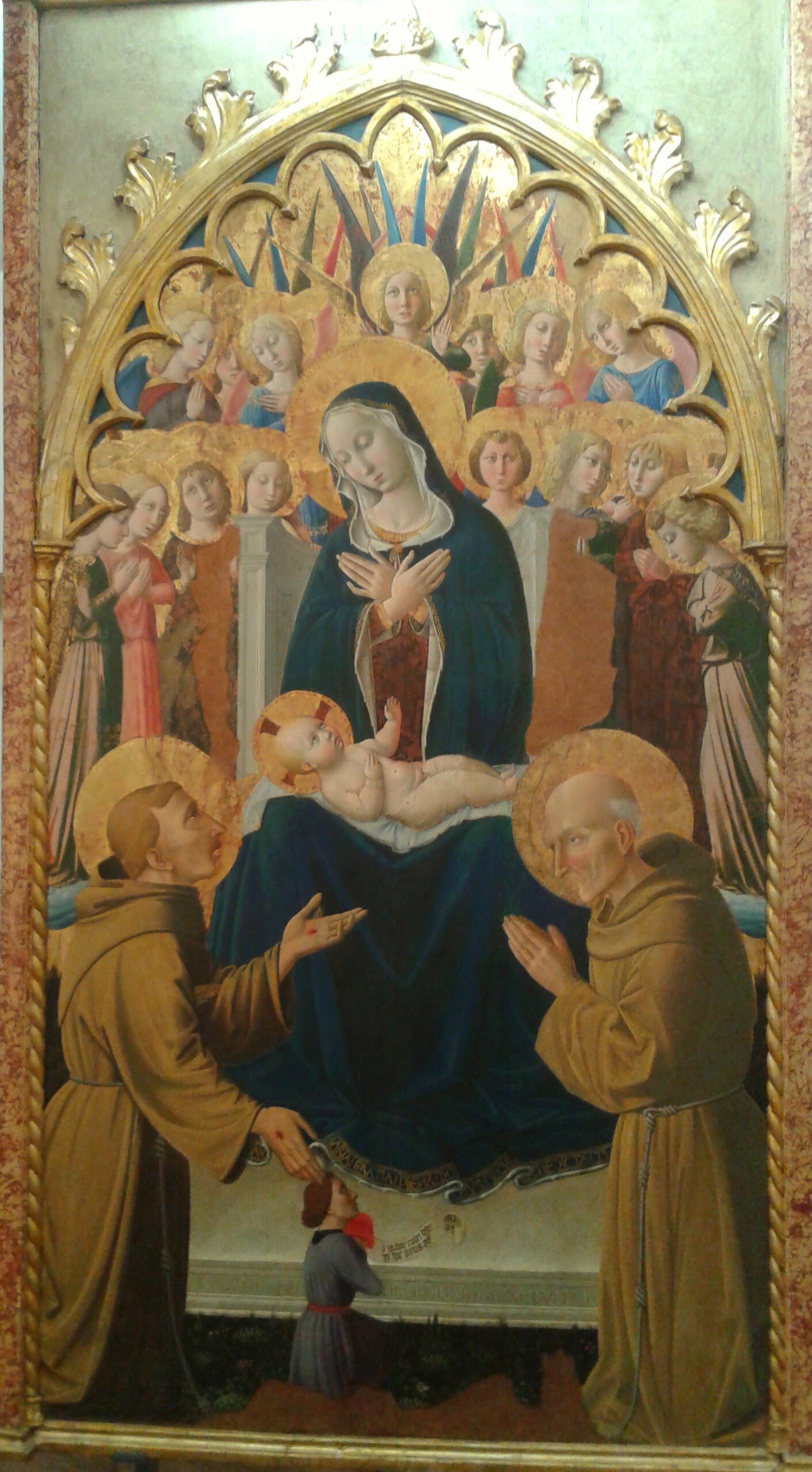
Madonna dei Consoli di Nicolò Alunno.
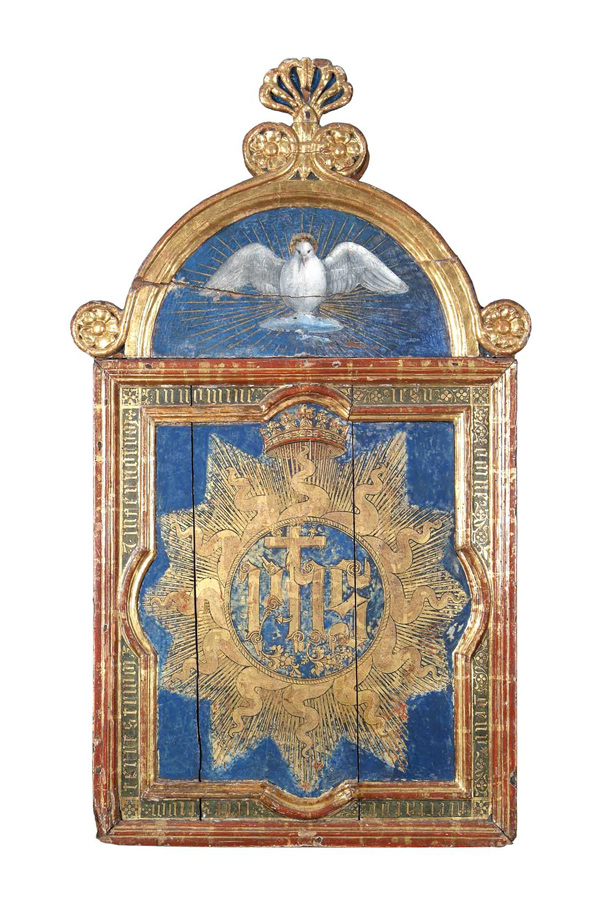
Stendardo processionale con trigramma bernardiniano di un anonimo umbro del XV secolo.
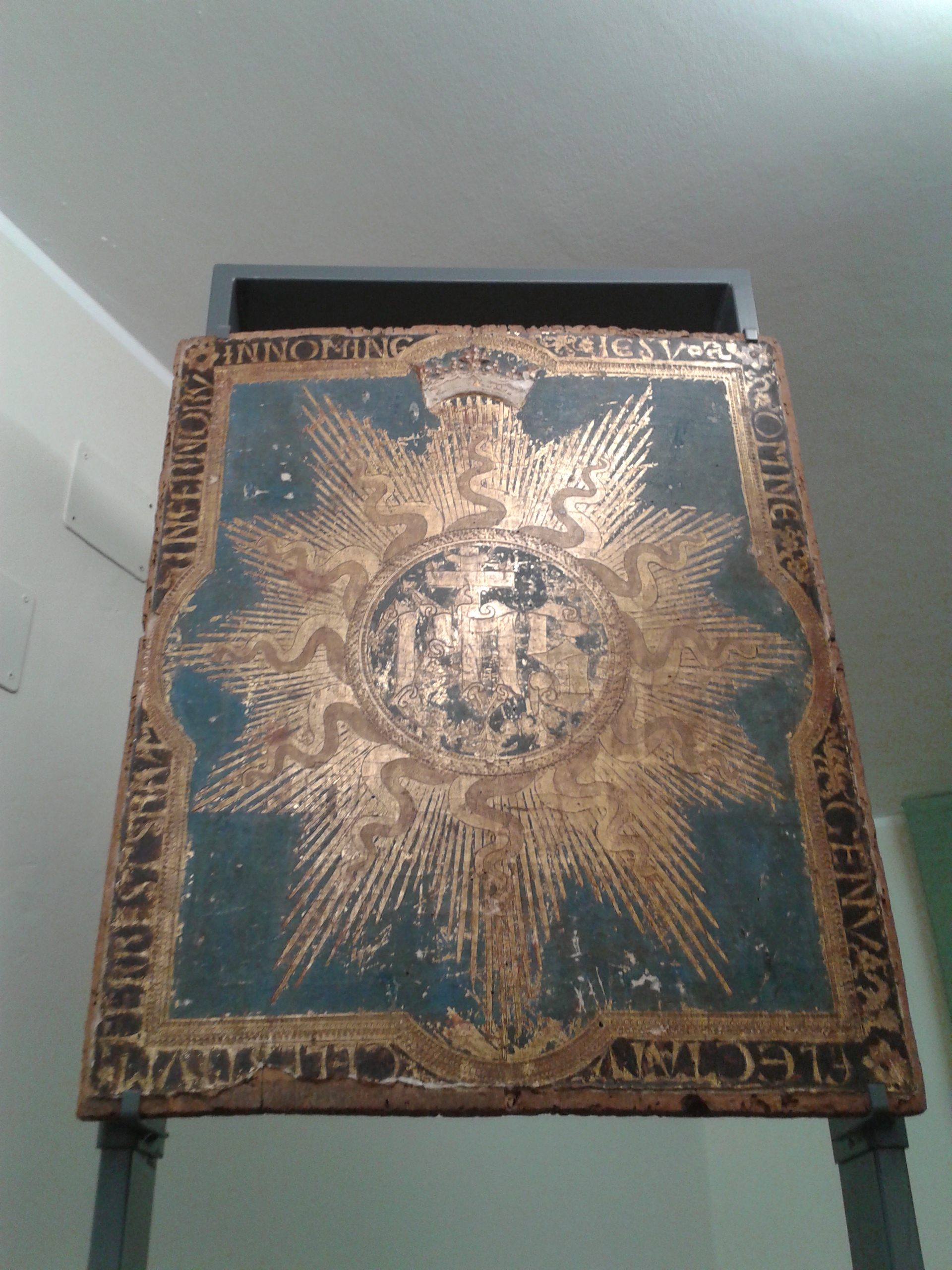
Stendardo processionale con trigramma bernardiniano di un anonimo umbro del XV secolo.

### Sala dell'affresco del Perugino
In questa sala è conservato l'affresco staccato Padre Eterno con i santi Rocco e Romano del Perugino proveniente dalla Chiesa di San Francesco. Precedentemente attribuito a Fiorenzo di Lorenzo, questo affresco venne eseguito dal giovane Perugino in occasione della peste che si abbatté su Deruta nel 1477-1478. Qui si vede ancora come l'artista usa un linguaggio di grande vigore formale, evidente nei volti dai tratti fortemente connotati da un marcato chiaroscuro.

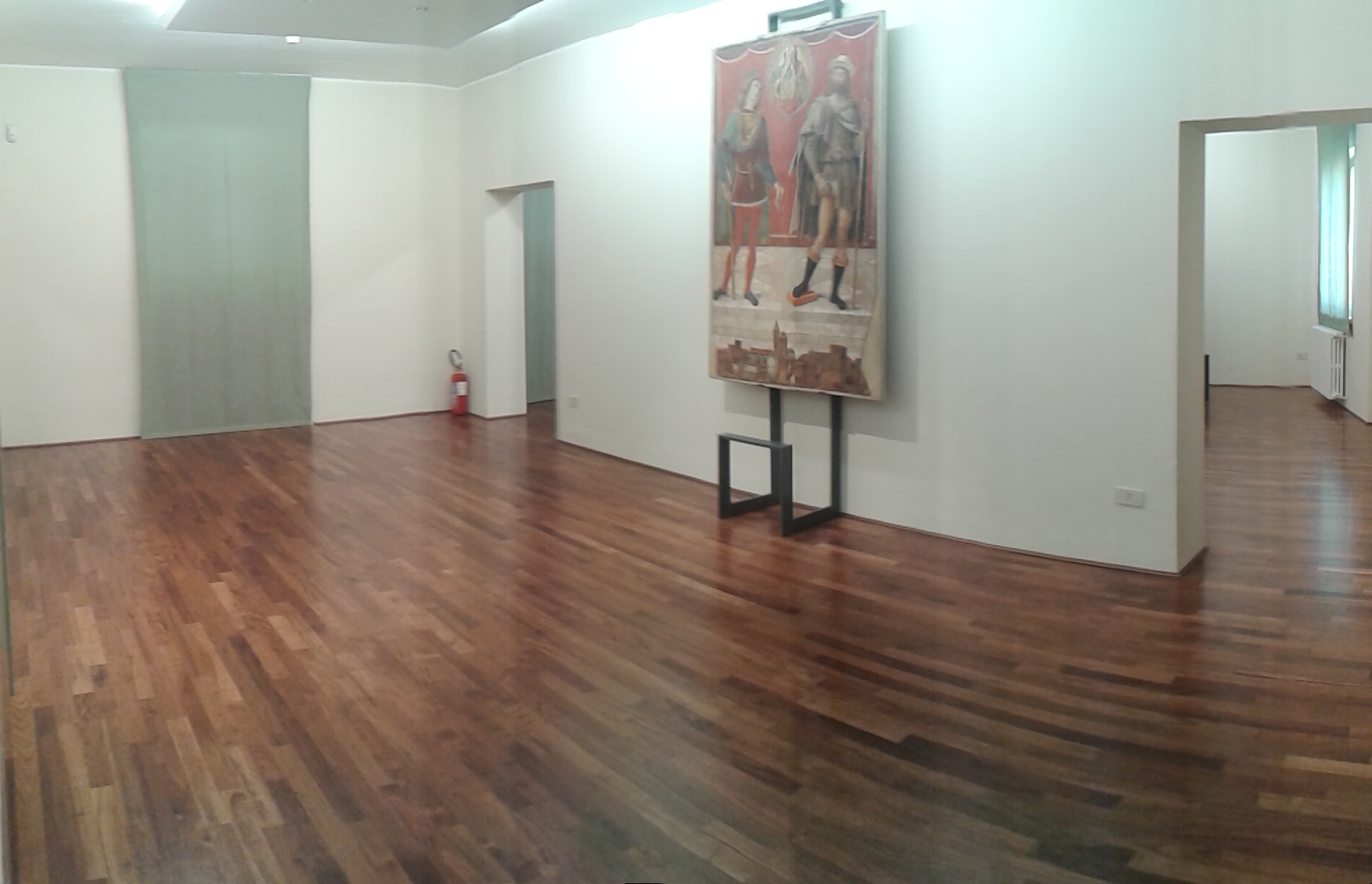
Veduta della sala
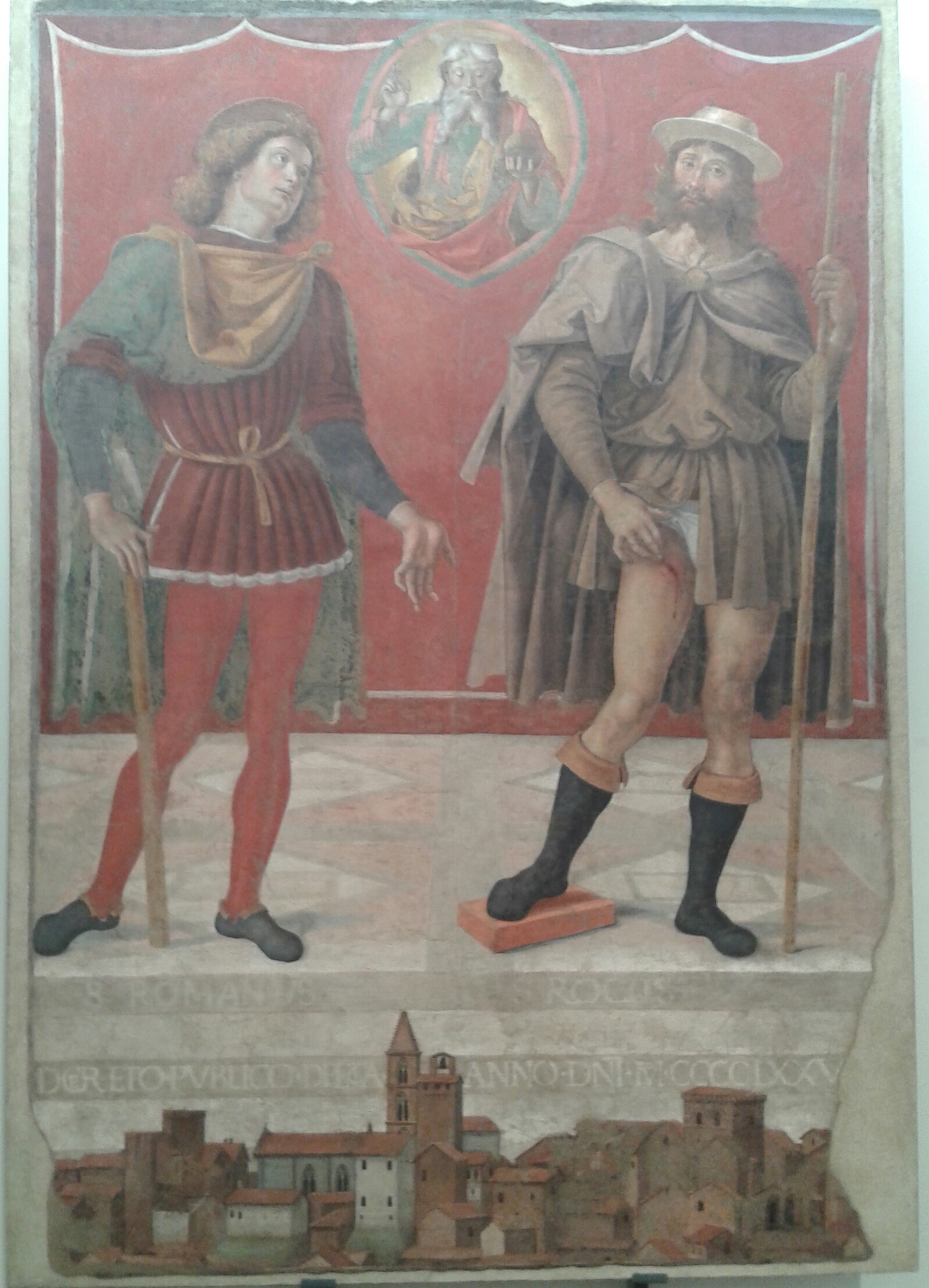
Padre Eterno con i santi Rocco e Romano
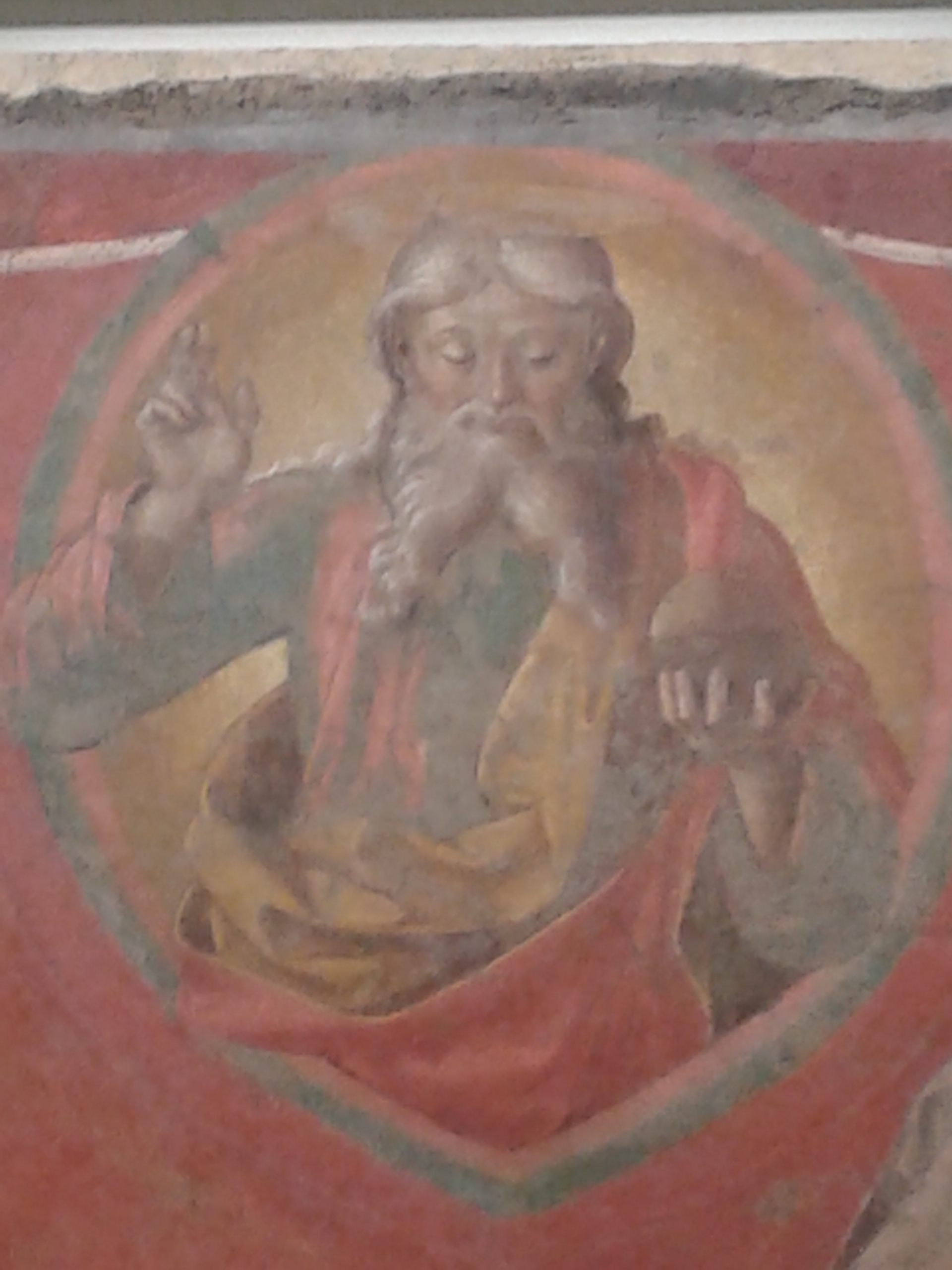
Volto del Padre Eterno
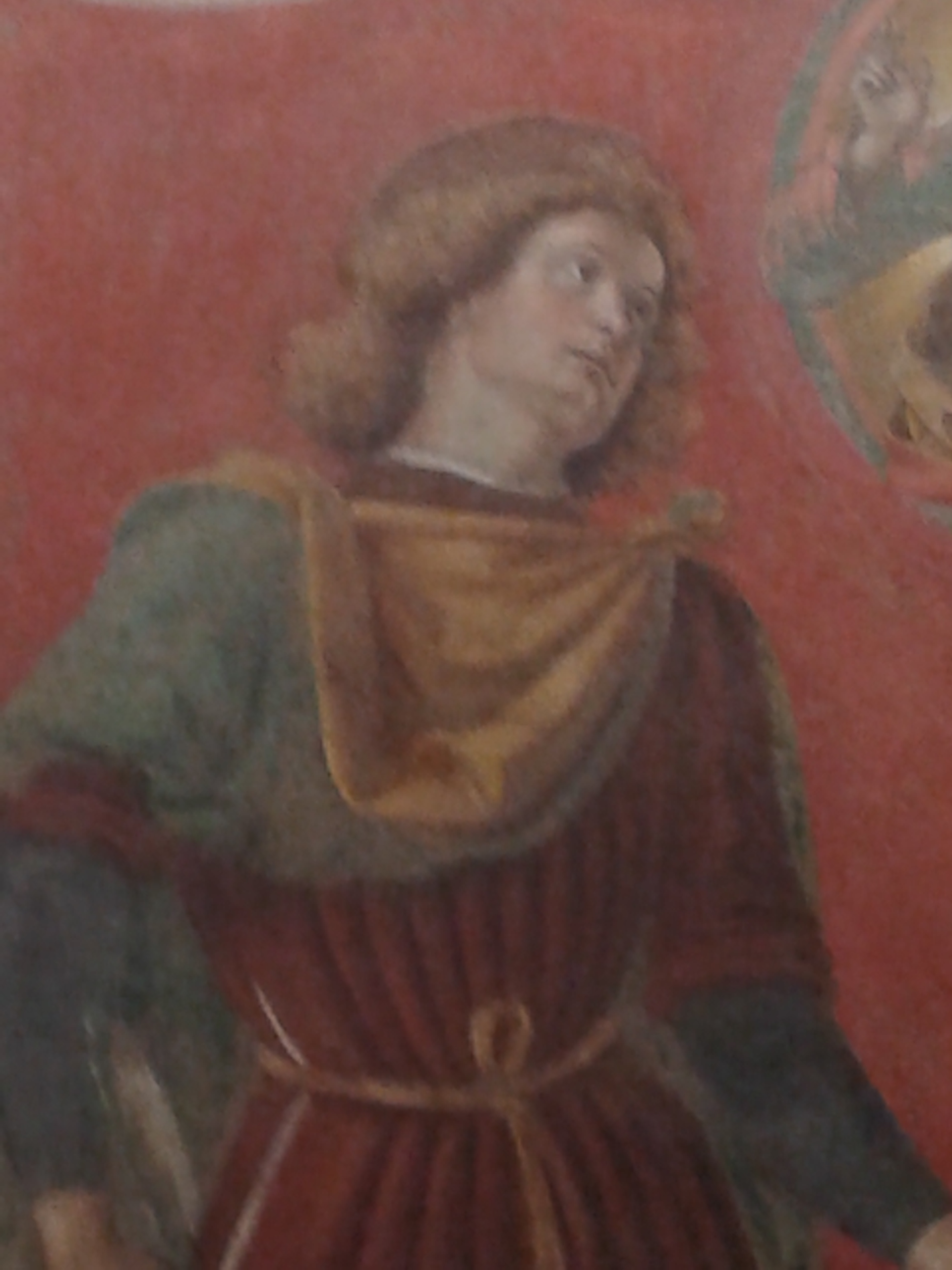
Volto di San Romano
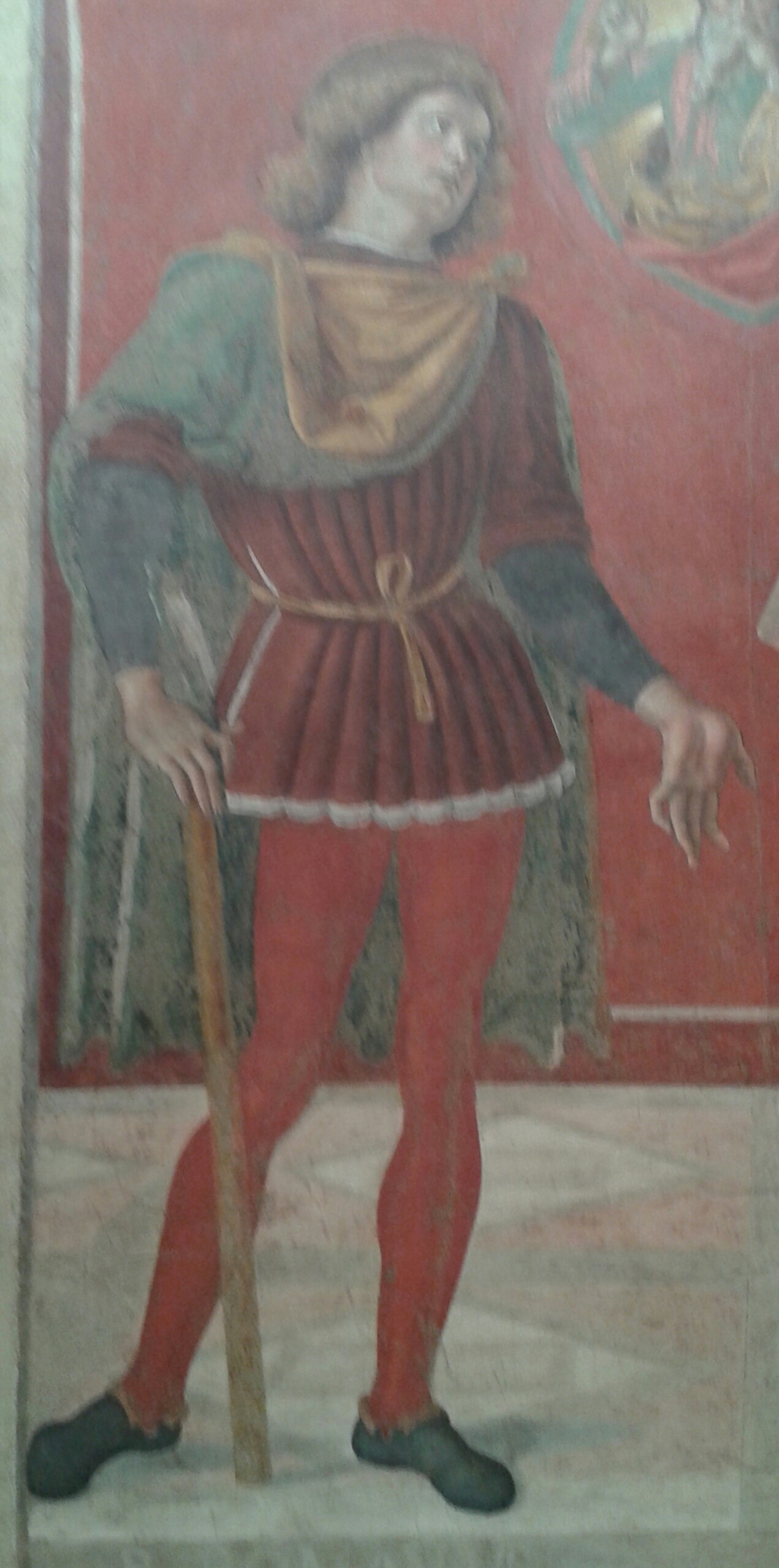
San Romano
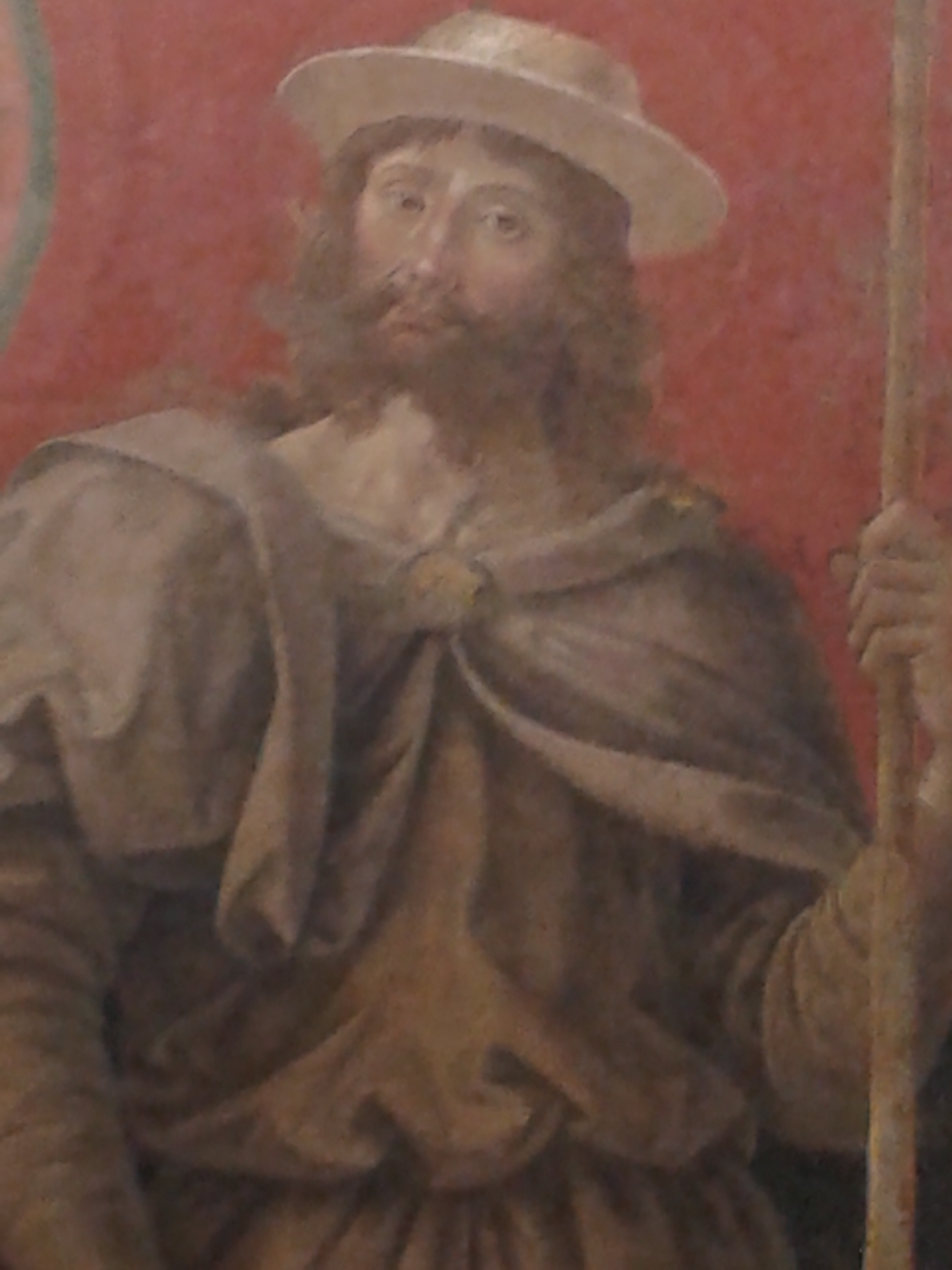
Volto di San Rocco
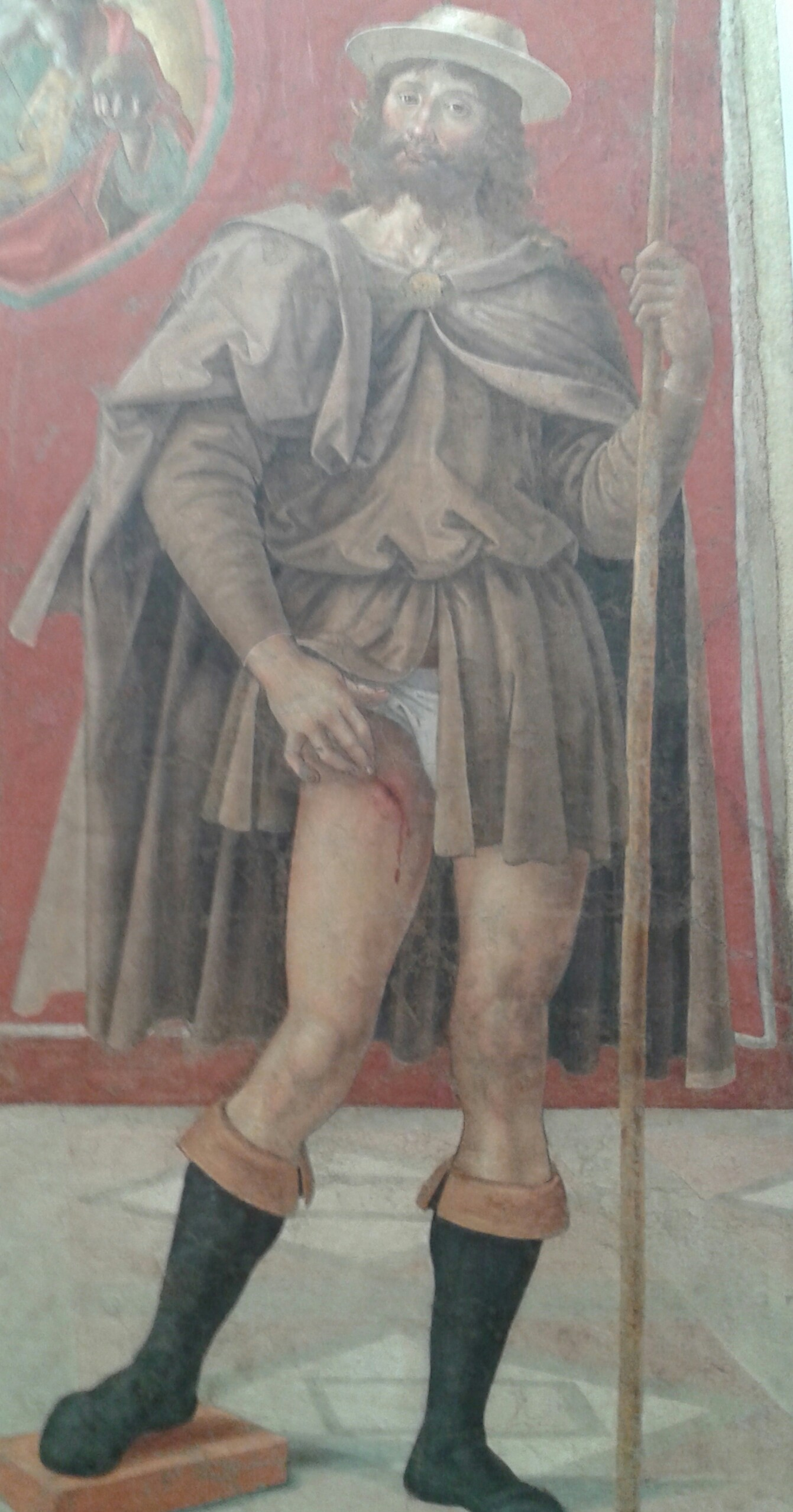
San Rocco
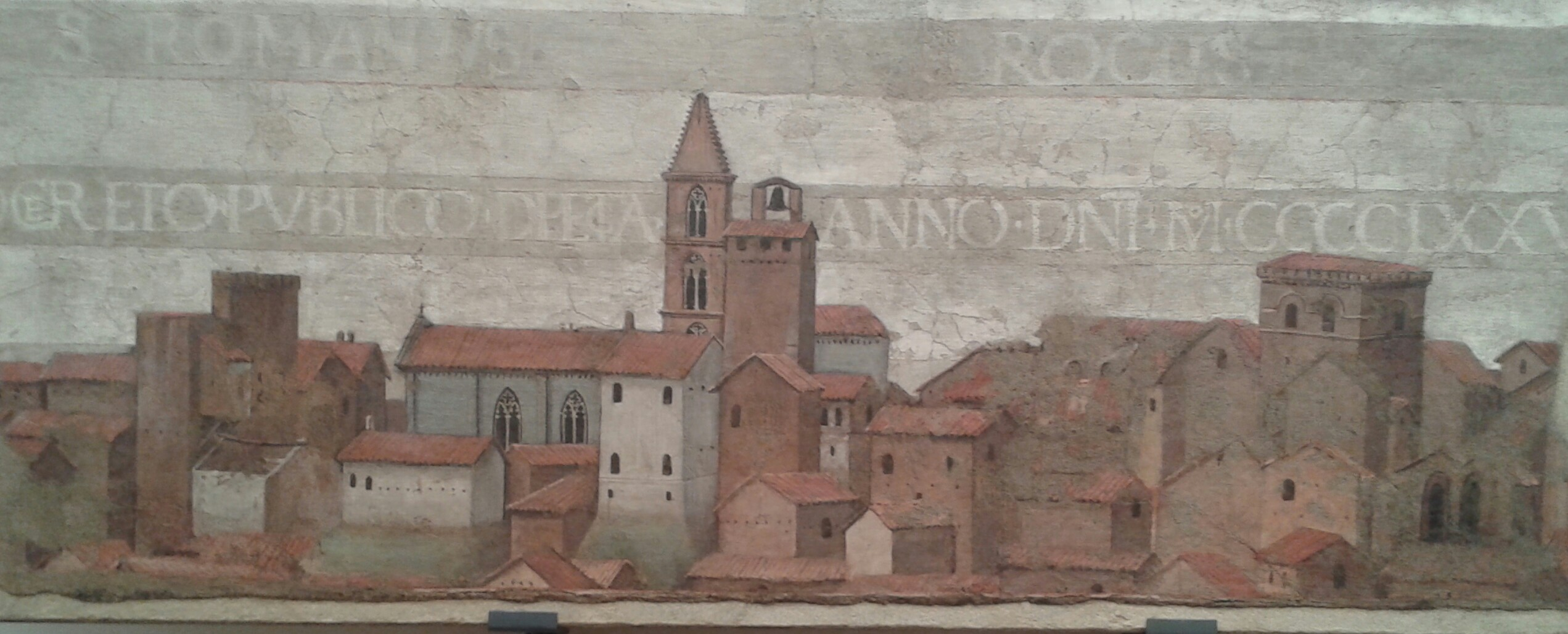
Veduta di Deruta

### Sala del Gonfalone di Sant'Antonio abate
In questa sala sono conservate le opere provenienti dalla Chiesa di Sant'Antonio Abate come il Gonfalone di Sant'Antonio Abate di Nicolò Alunno e una riproduzione della nicchia con la Madonna della Misericordia tra i santi Francesco e Bernardino di Bartolomeo Caporali. Questo dimostra che la Confraternita di sant'Antonio era abbastanza ricca da potersi permettere dipinti dal calibro di Bartolomeo Caporali, Nicolò Alunno e Giovanni Battista Caporali.

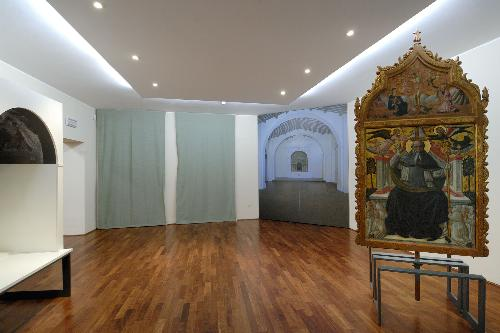
Veduta della sala
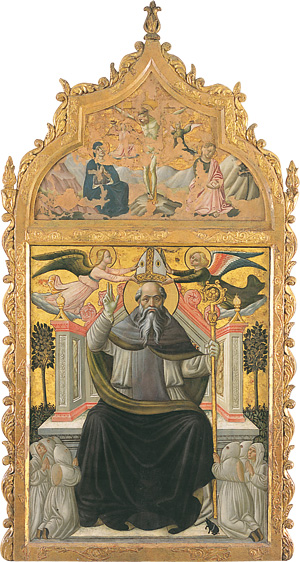
Verso del Gonfalone di Sant'Antonio Abate.
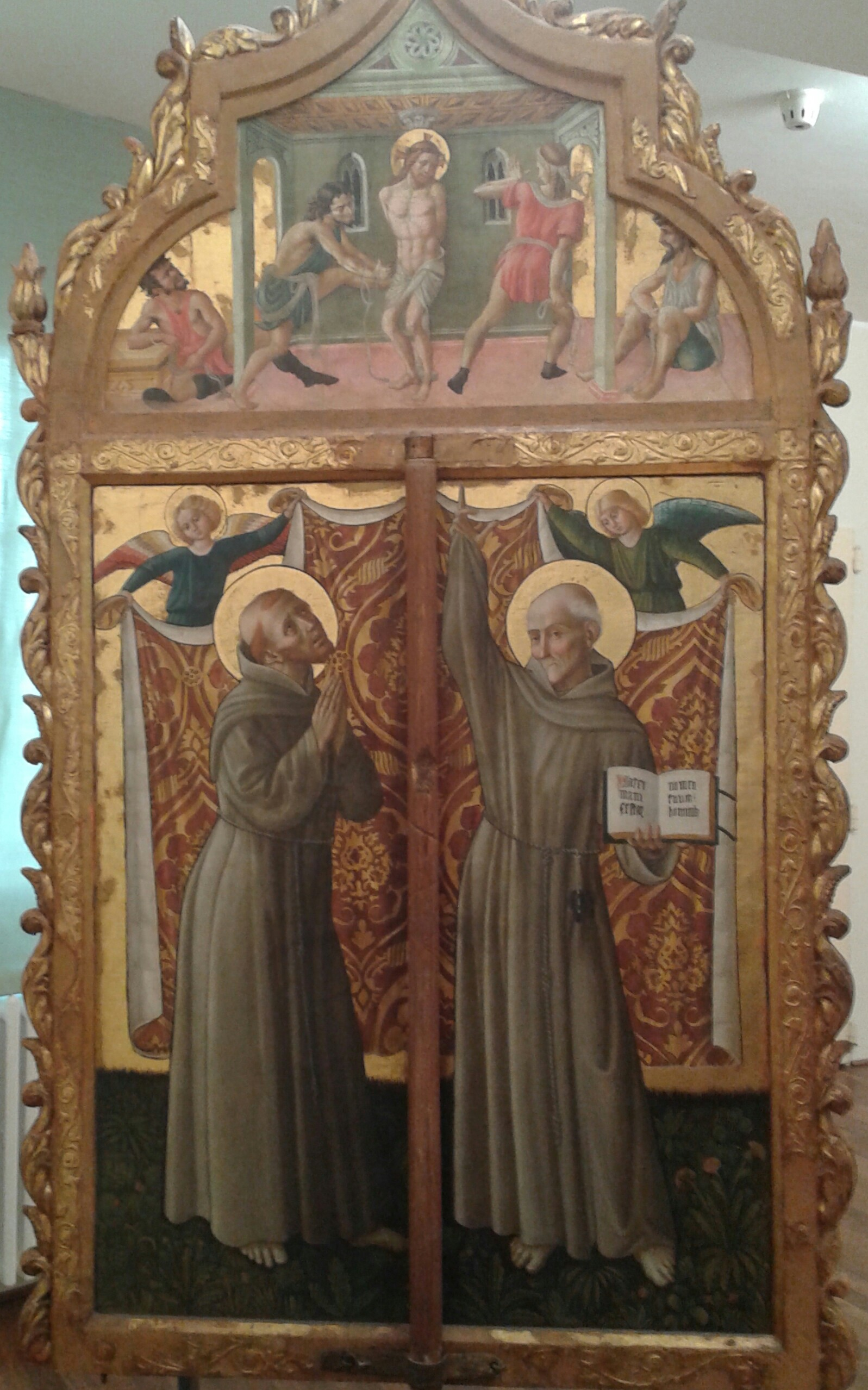
Retro del Gonfalone di Sant'Antonio Abate.
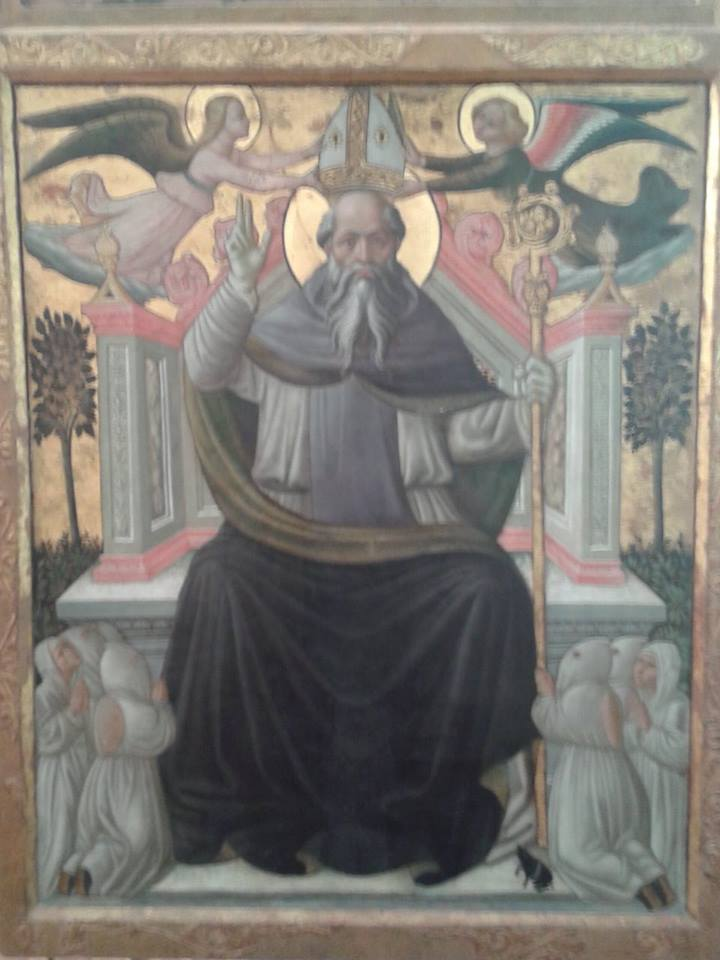
Parte inferiore del verso del Gonfalone di Sant'Antonio Abate.
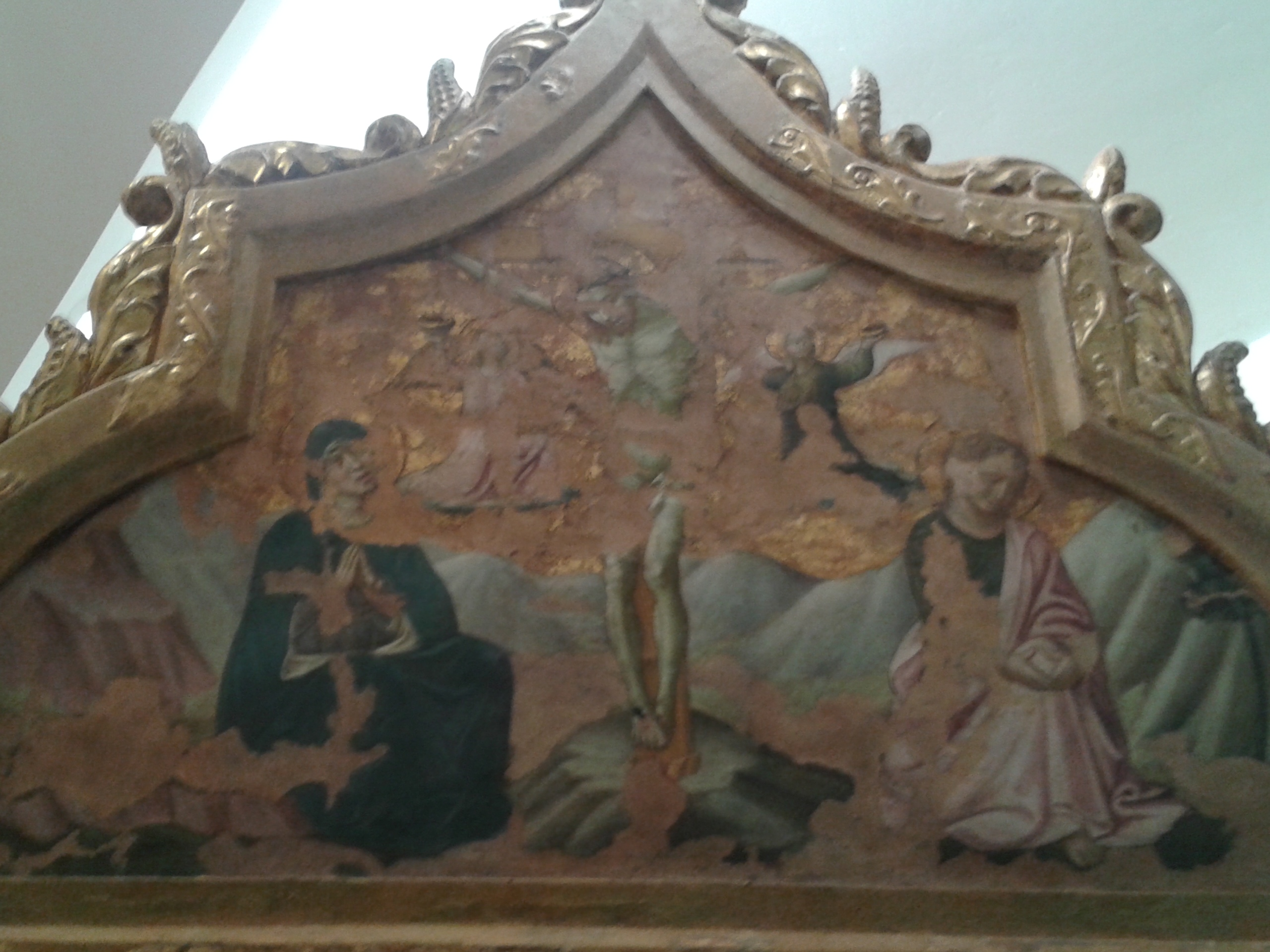
Verso del Gonfalone di Sant'Antonio Abate.
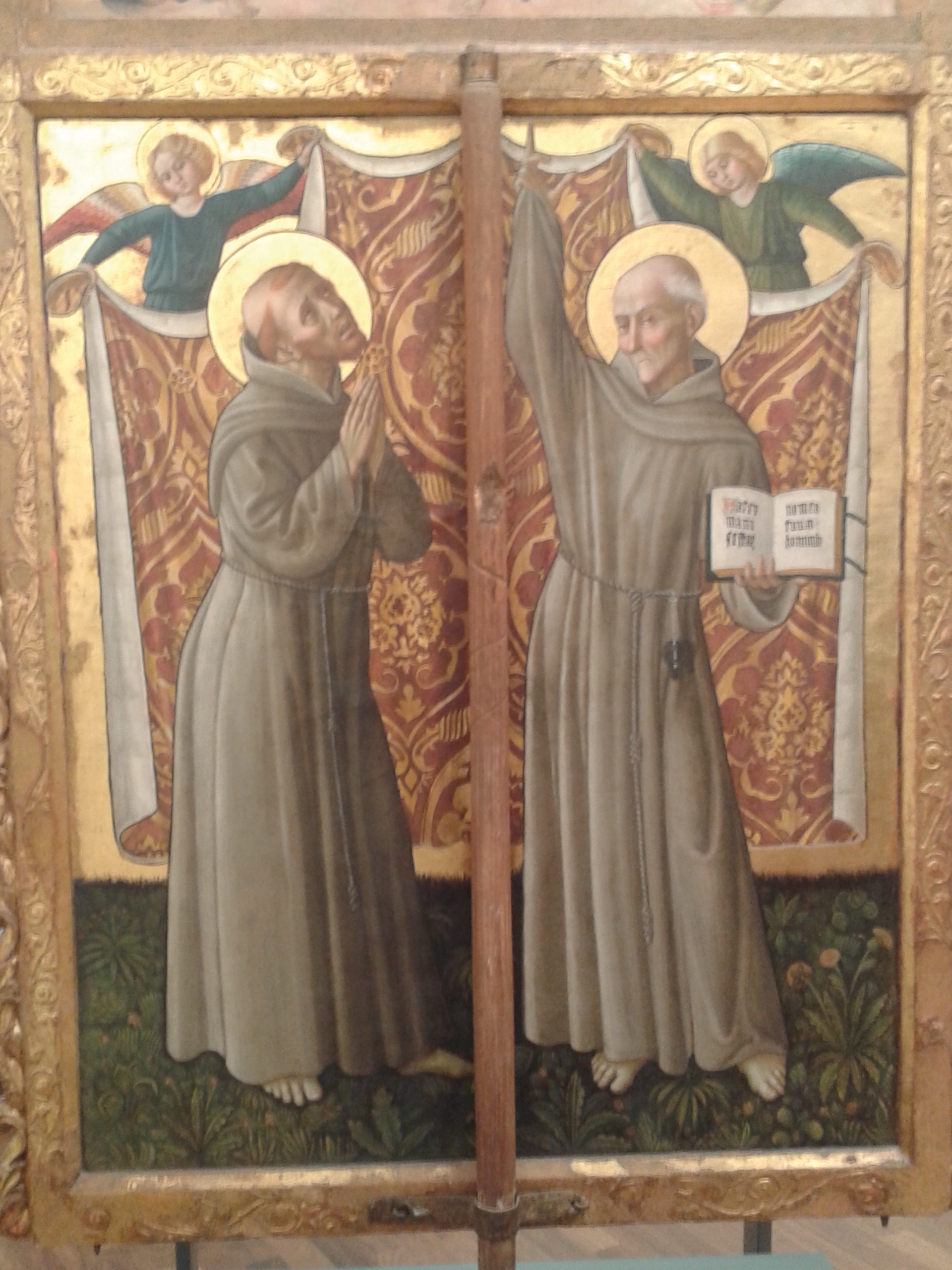
Parte inferiore con Il Beato Egidio e San Bernardino del retro del Gonfalone di Sant'Antonio Abate.
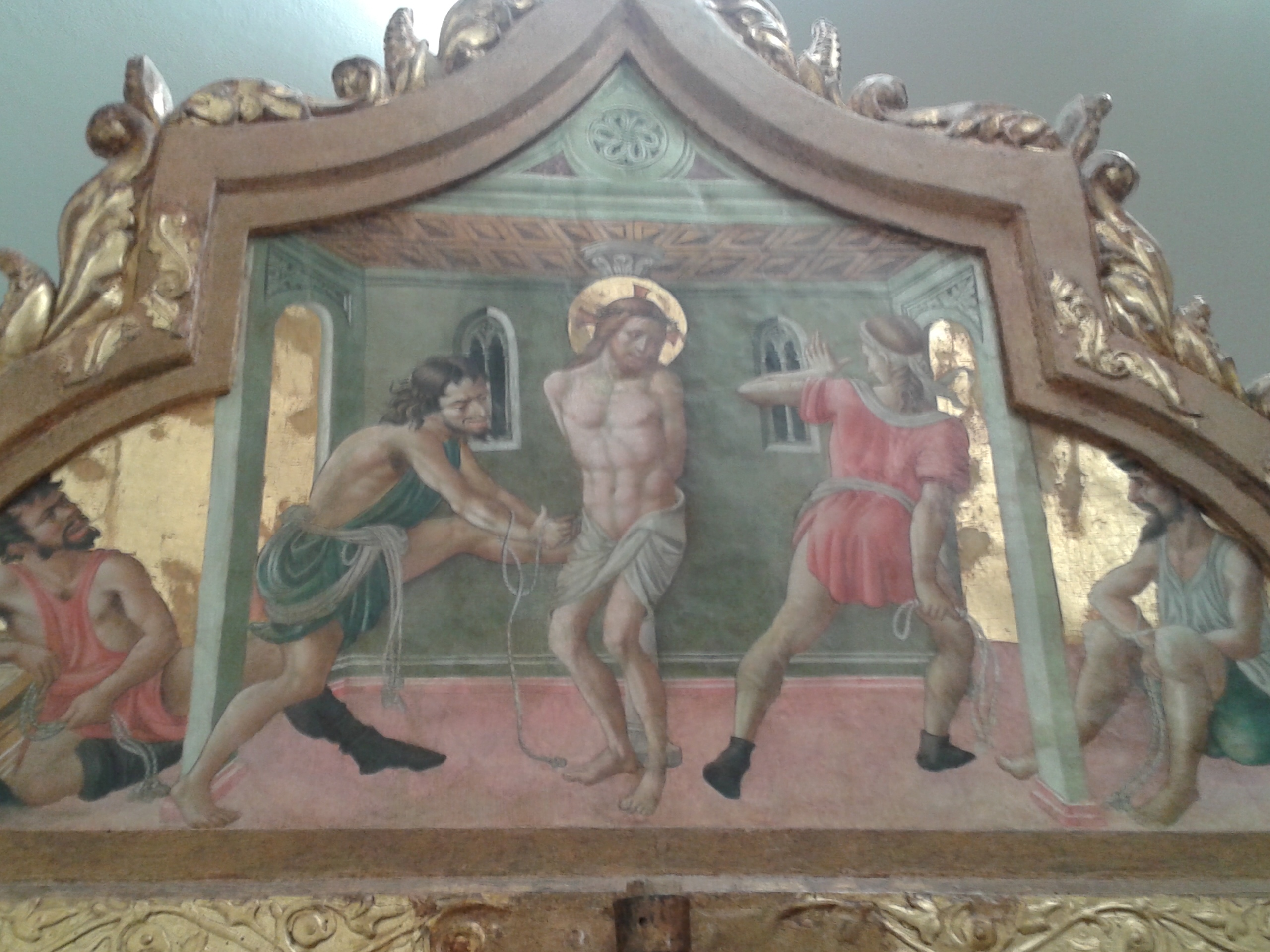
Cimasa con la Fagellazione del retro del Gonfalone di Sant'Antonio Abate.

## Secondo Piano

### Sala dei ritratti

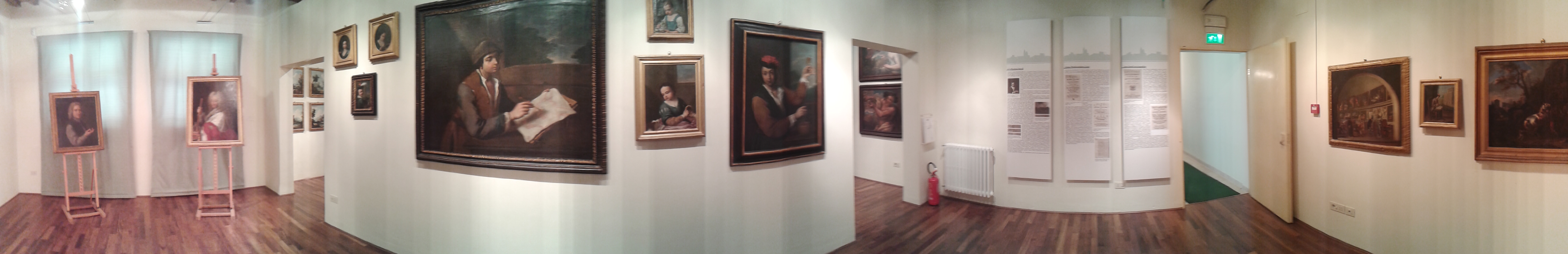
Panoramica della prima sala della Collezione Pascoli.

In questa sala sono conservate varie tele raffiguranti prevalentemente ritratti. I dipinti sono prevalentemente da Antonio Amorosi, infatti Lione Pascoli possedeva molti suoi quadri.

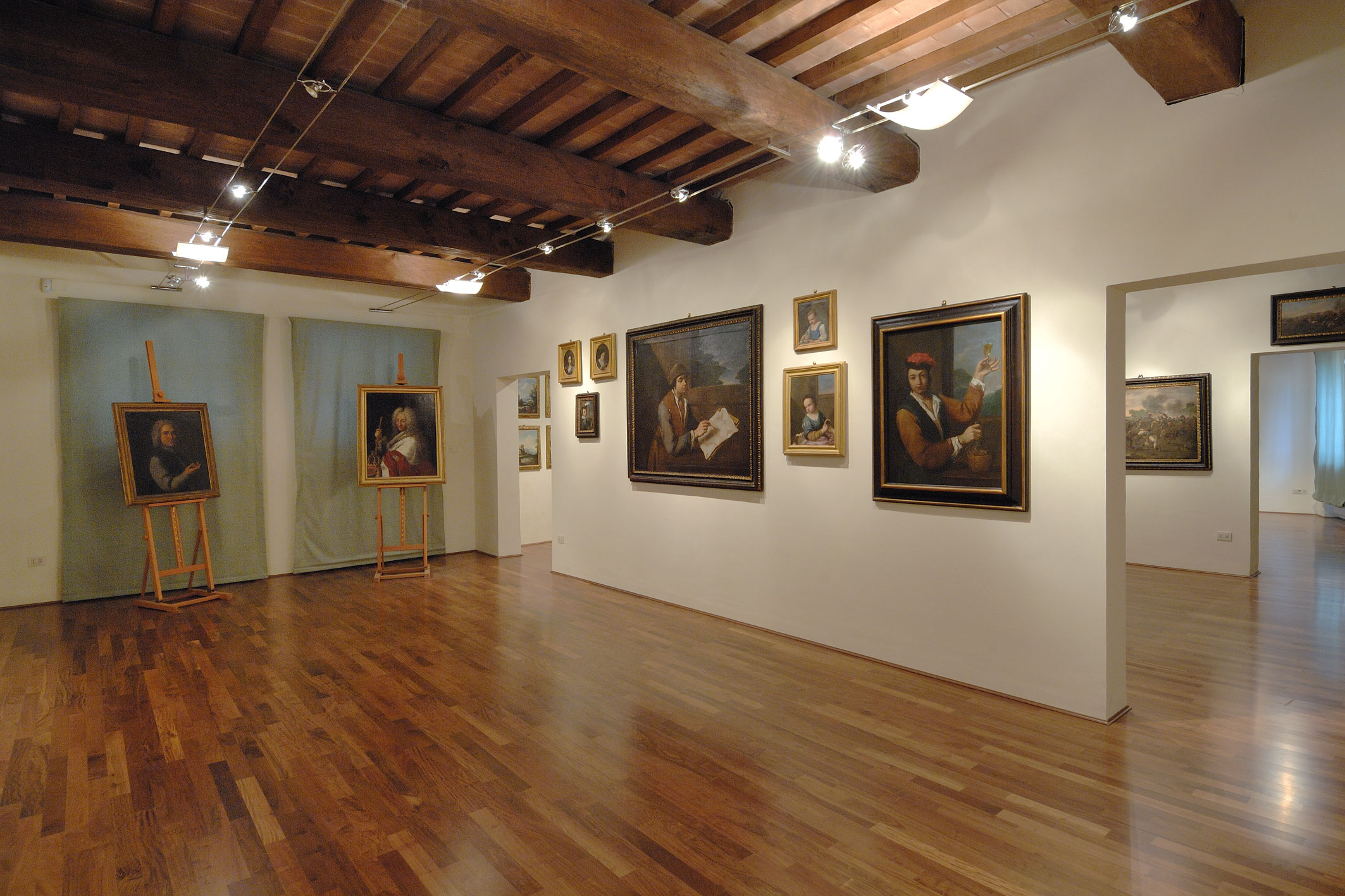
Veduta della sala.
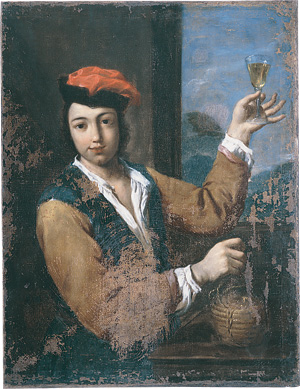
Giovane con fiasco di vino di Antonio Amorosi.
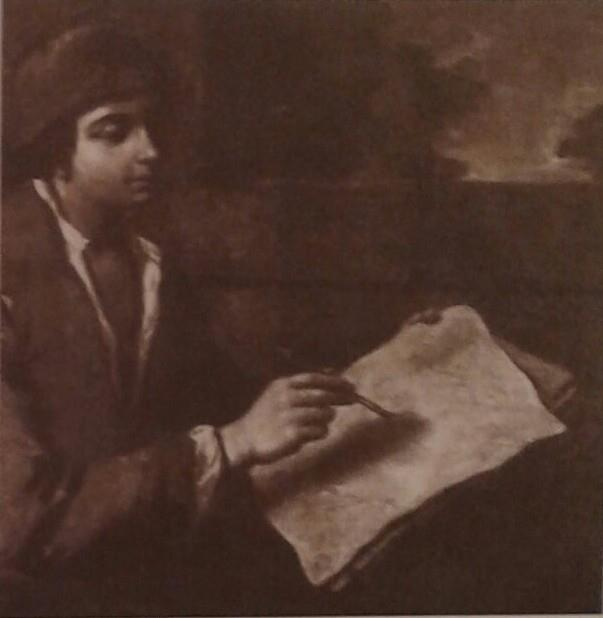
Autoritratto satirico di Antonio Amorosi.
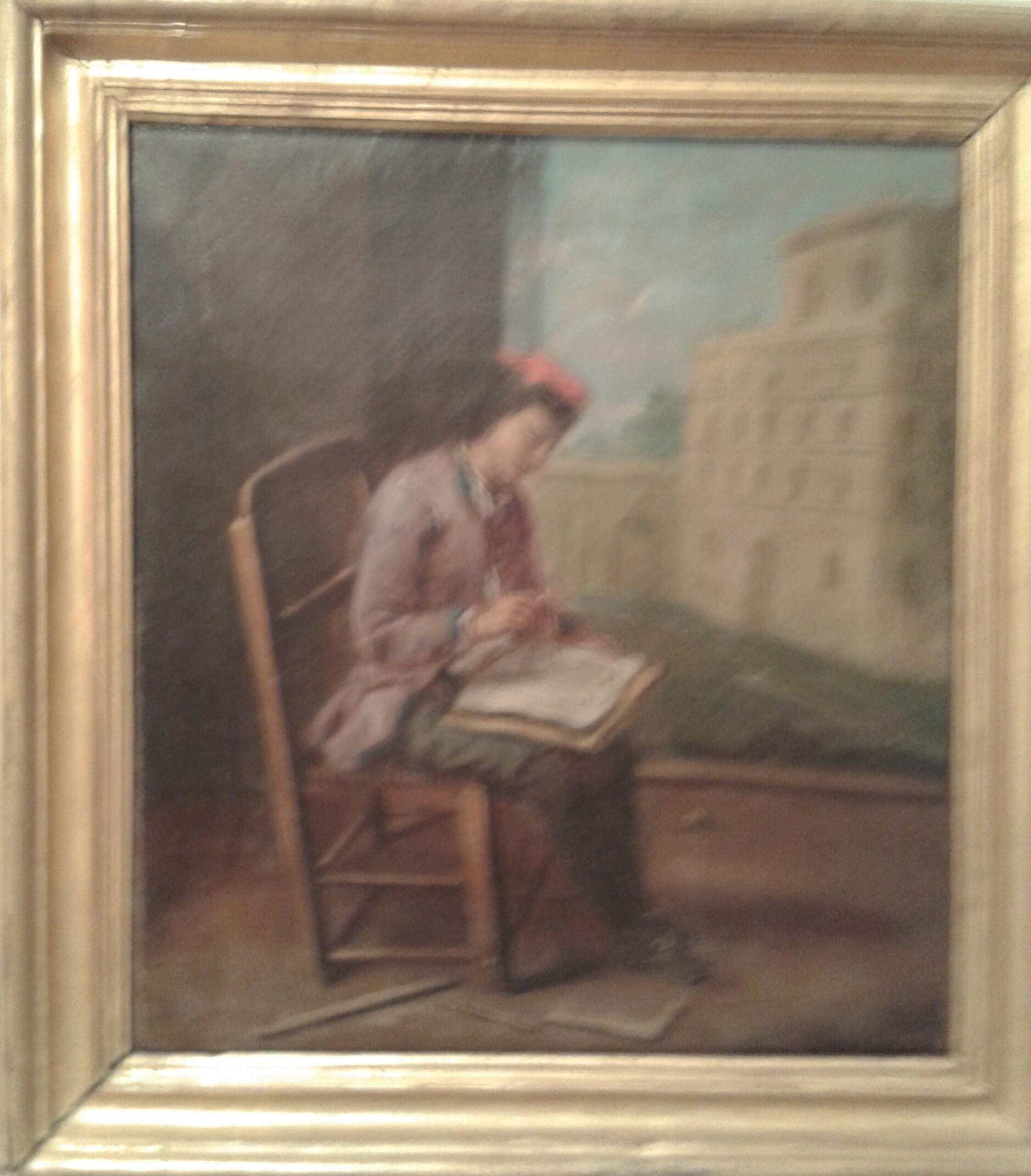
Il disegno di Antonio Amorosi.
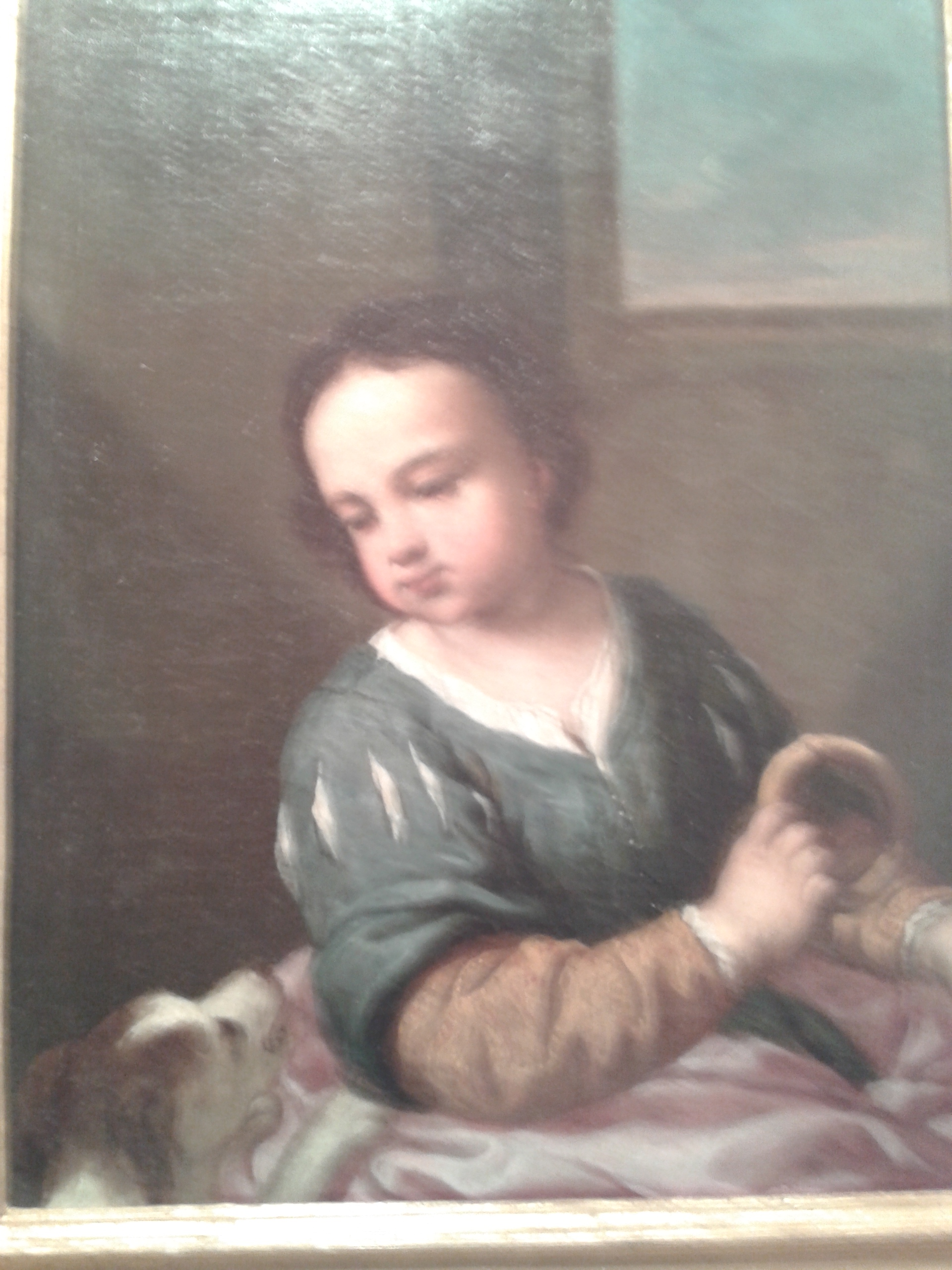
Fanciulla con cagnolino di Antonio Amorosi.
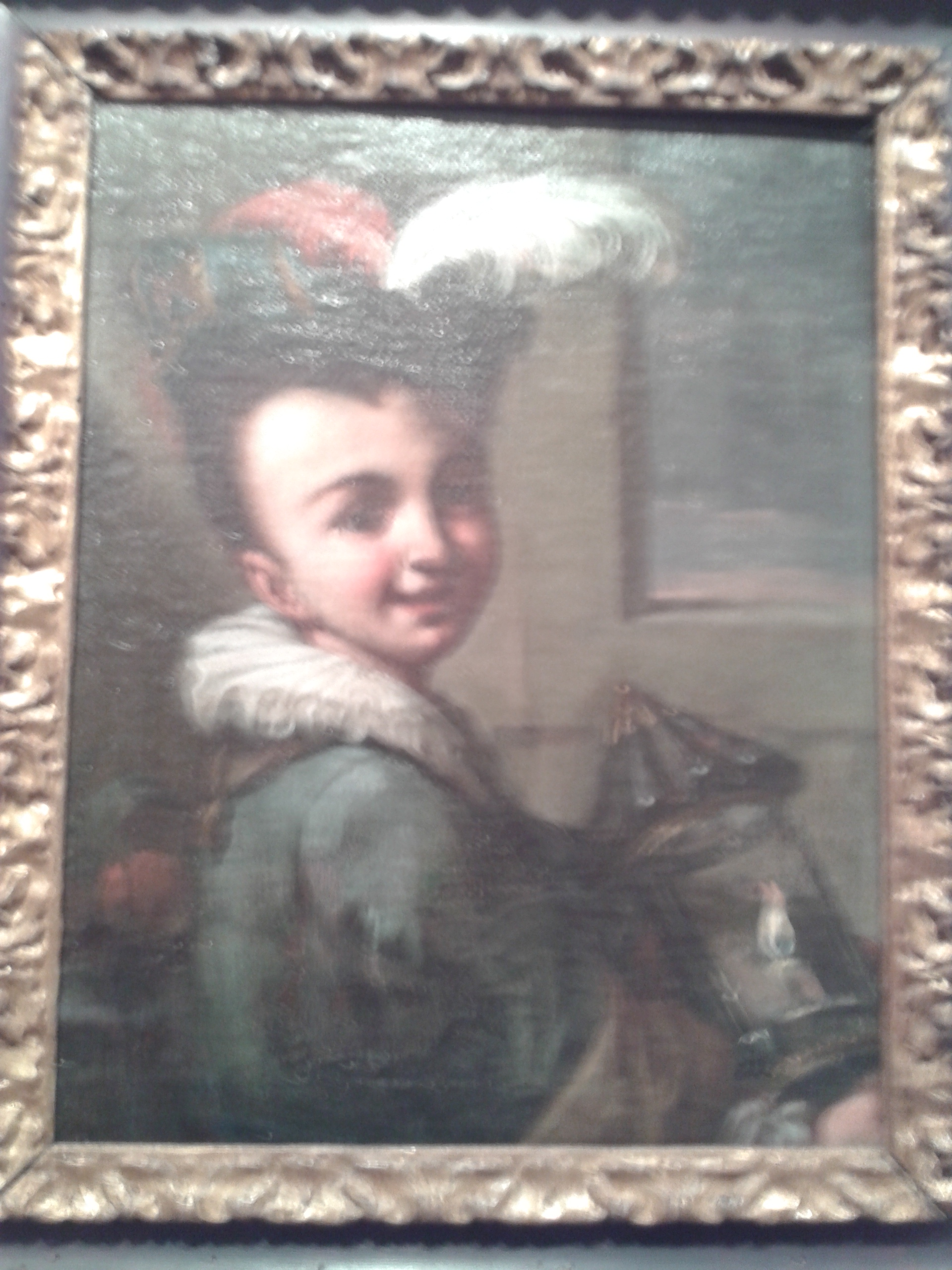
Fanciullo con lanterna da sbirro di Antonio Amorosi
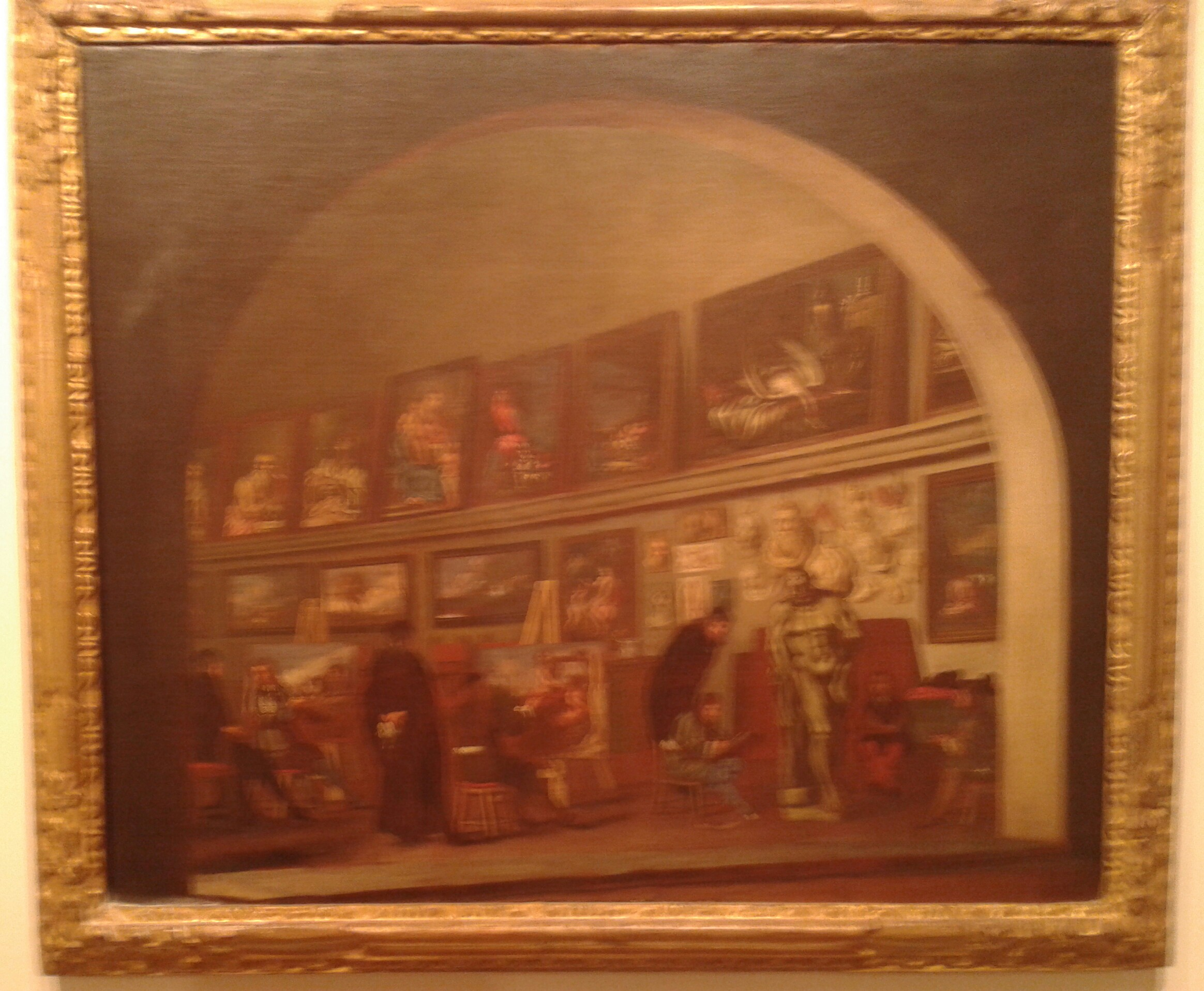
Scuola di pittura di anonimo del XVIII sec.
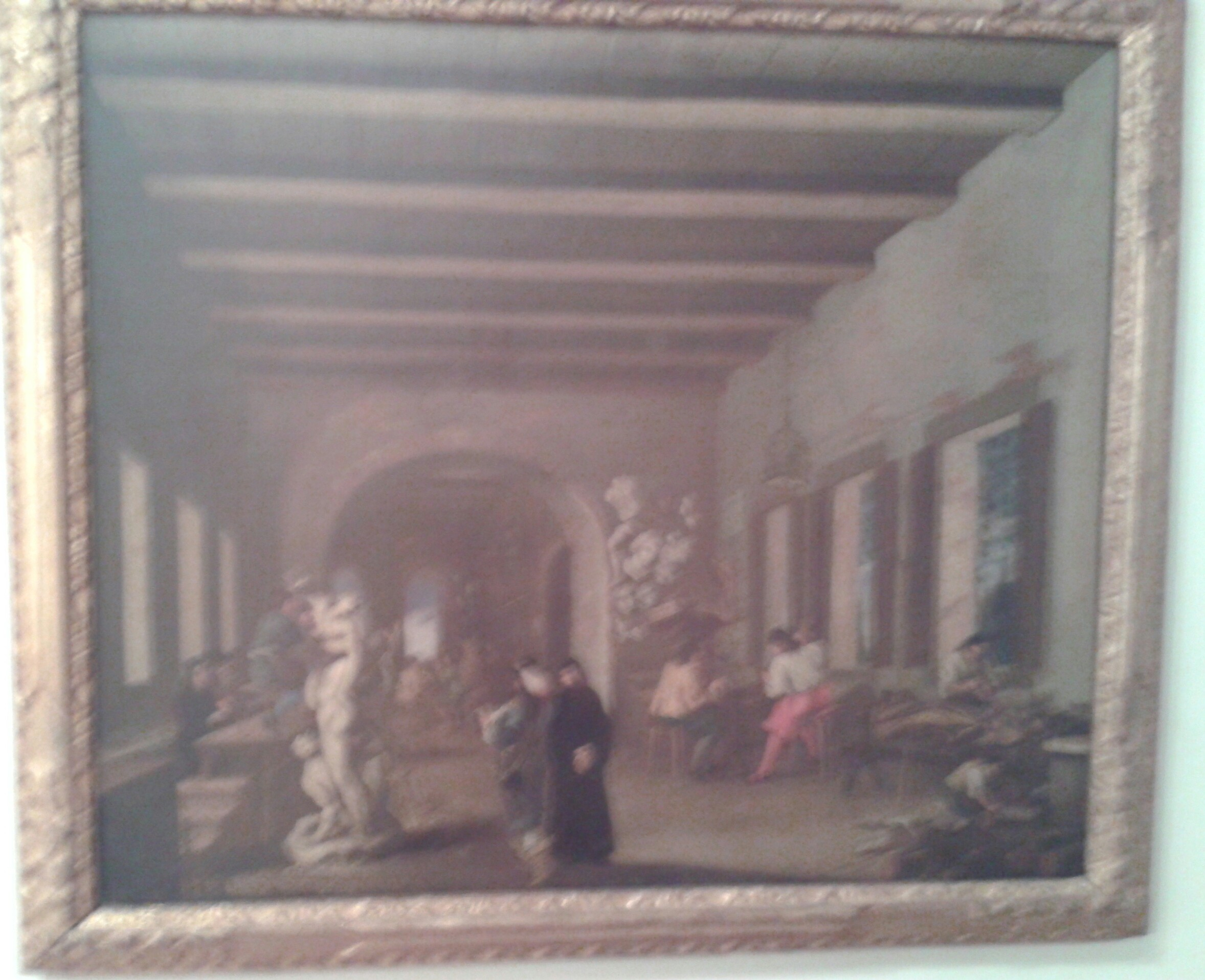
Scuola di scultura di anonimo del XVIII sec.
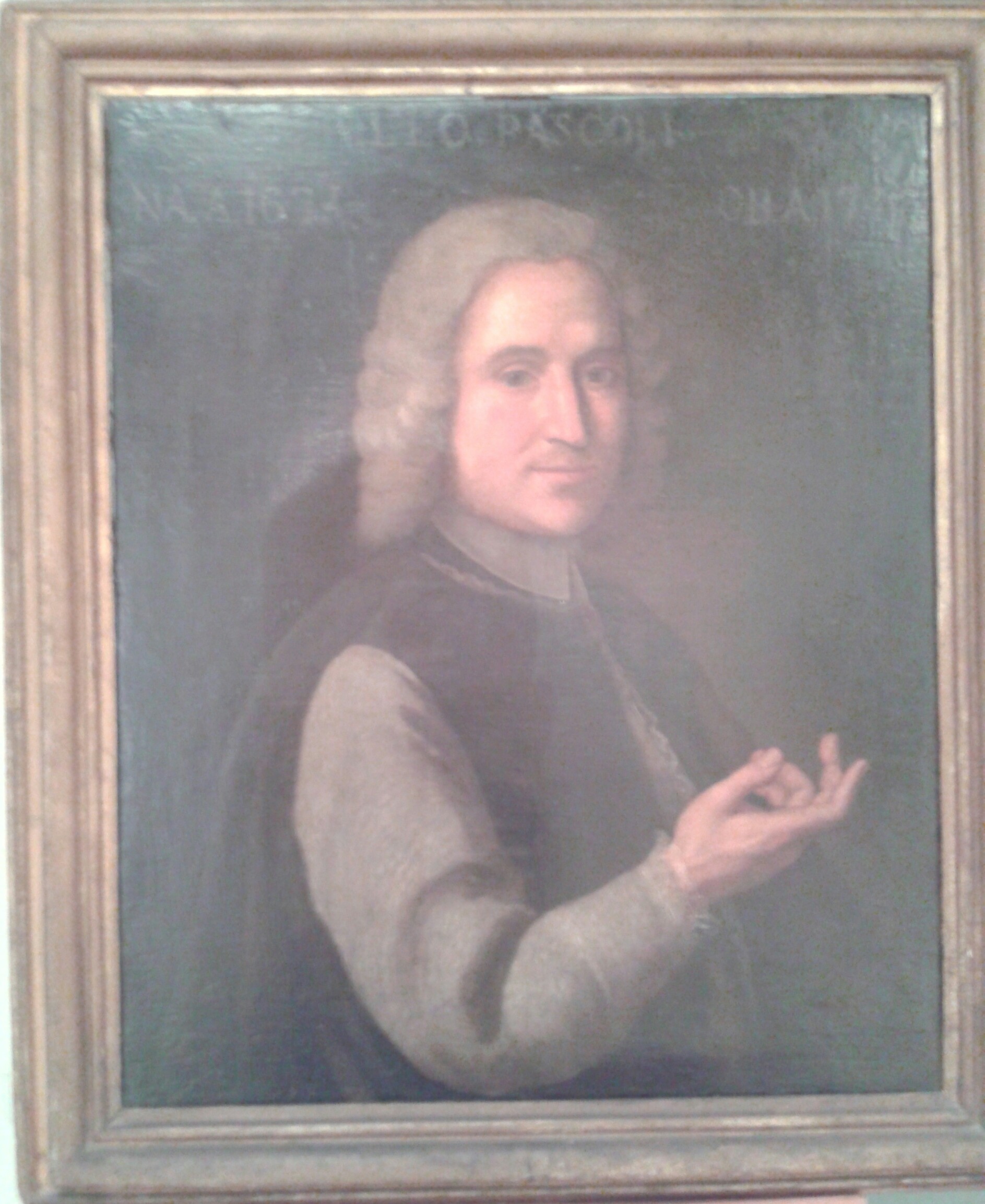
Ritratto di Lione Pascoli di un anonimo del XVIII sec.
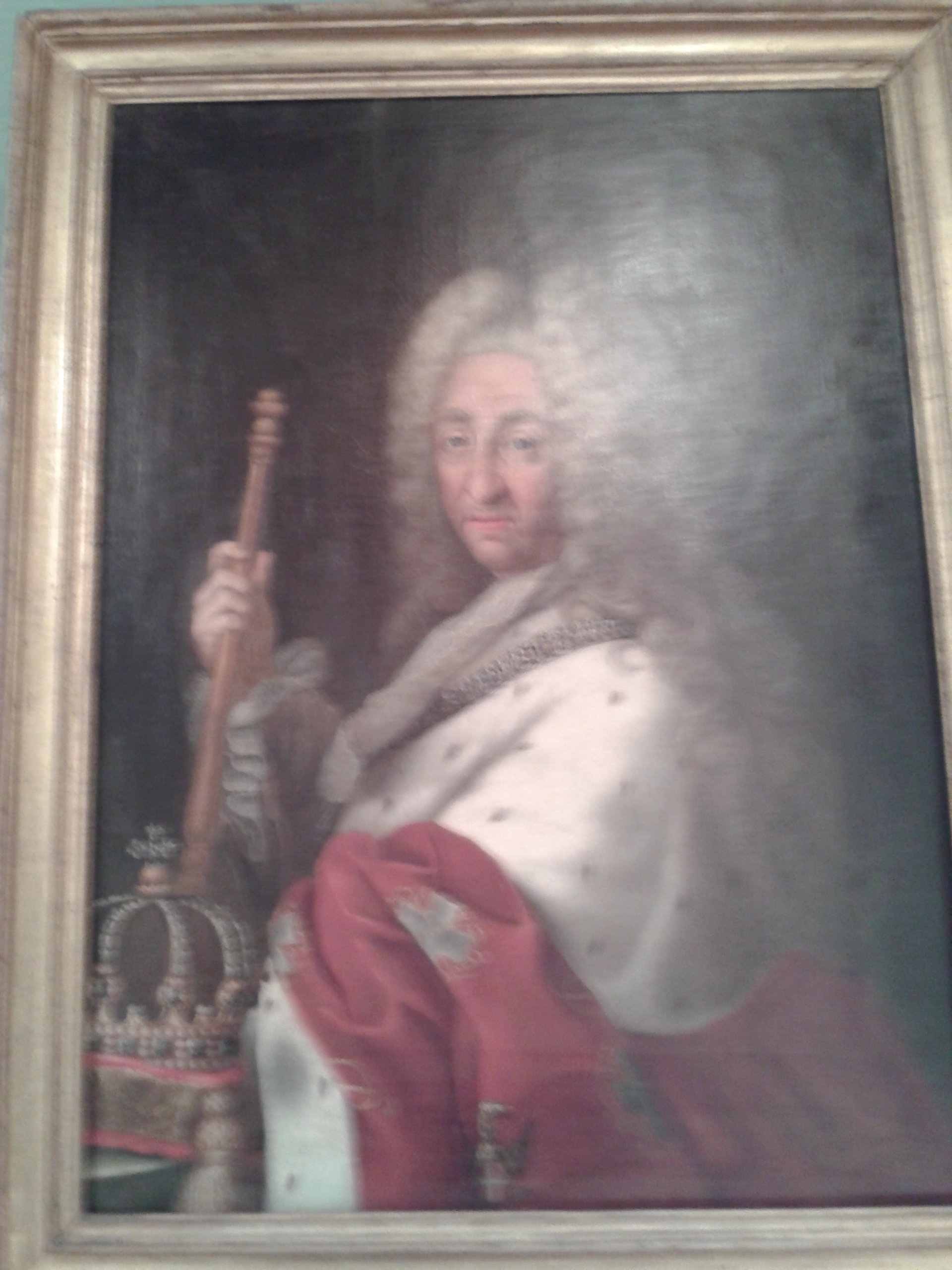
Ritratto di Vittorio Amedeo II Re di Sardegna di un anonimo del XVIII sec.
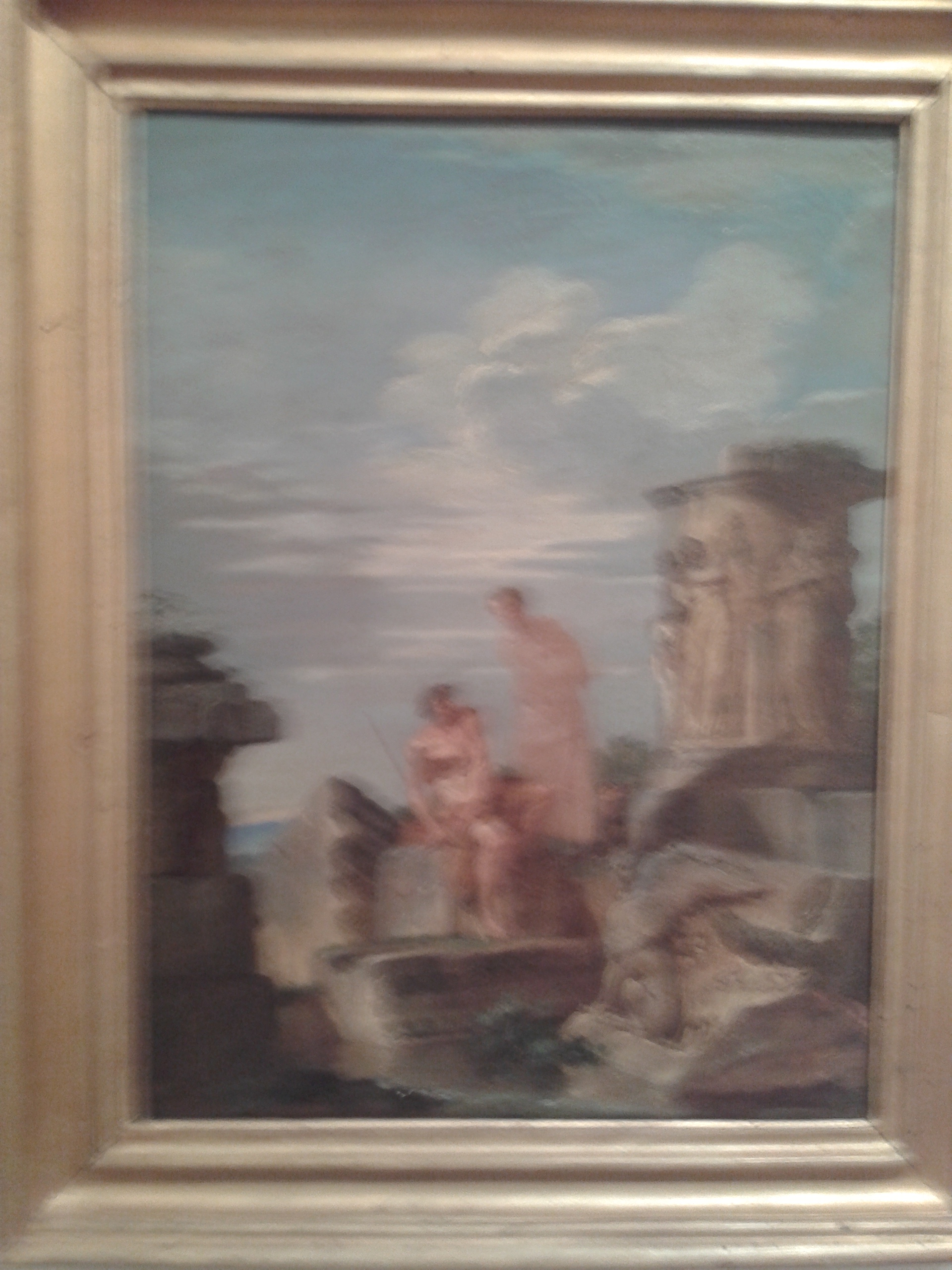
Predicazione di un apostolo di Giovanni Paolo Panini.
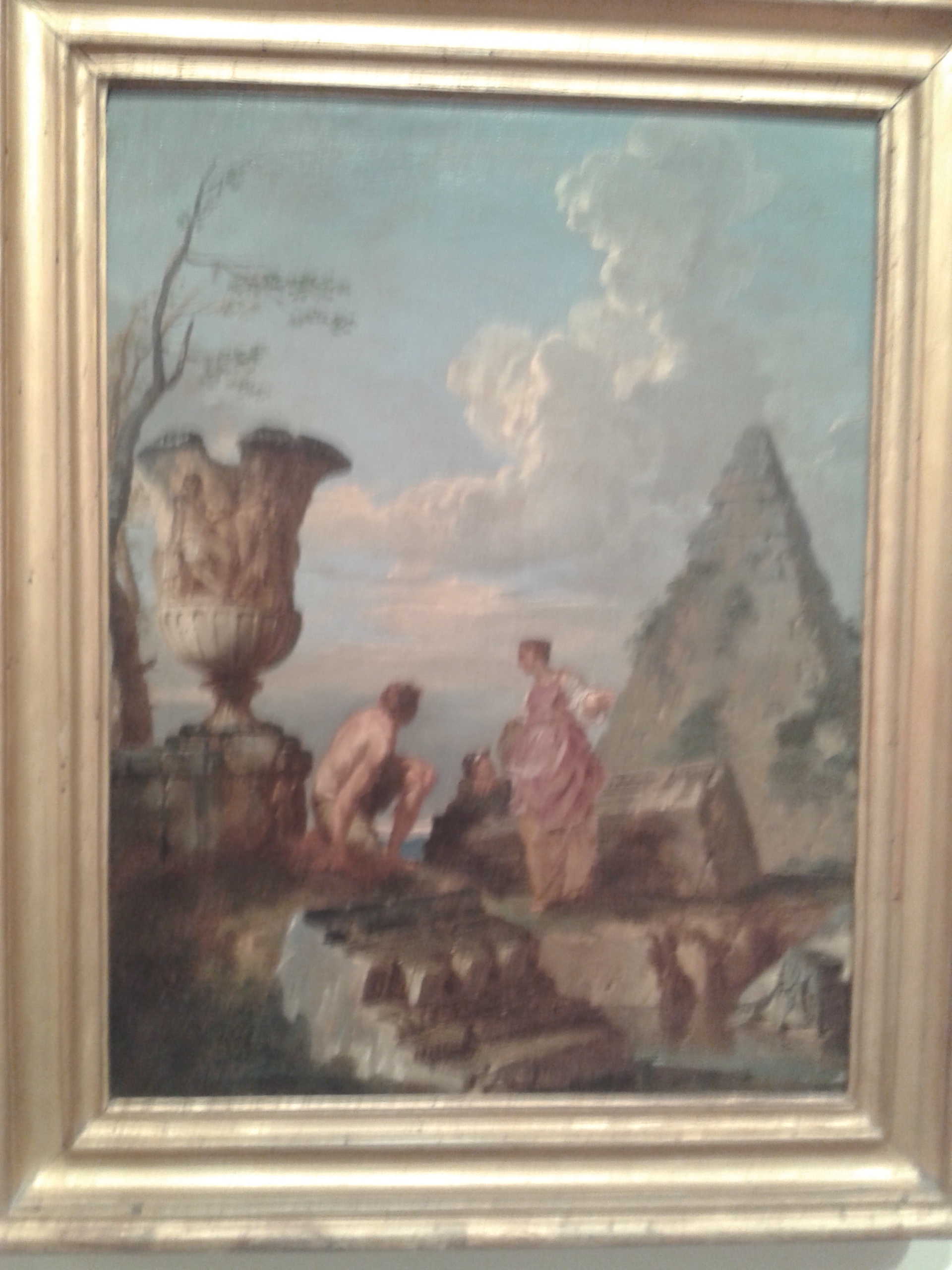
Predicazione di una sibilla di Giovanni Paolo Panini.

### Sala delle nature morte e dei paesaggi

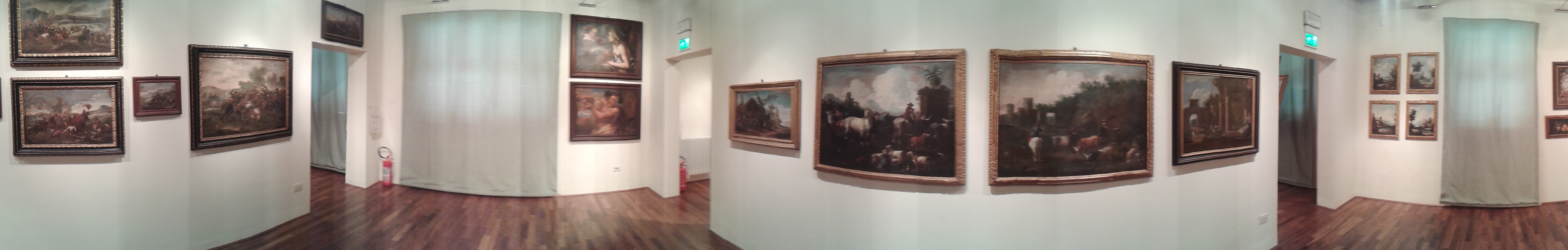
Panoramica della seconda sala della Collezione Pascoli.

In questa sala sono conservate tele che rappresentano paesaggi e nature morte.

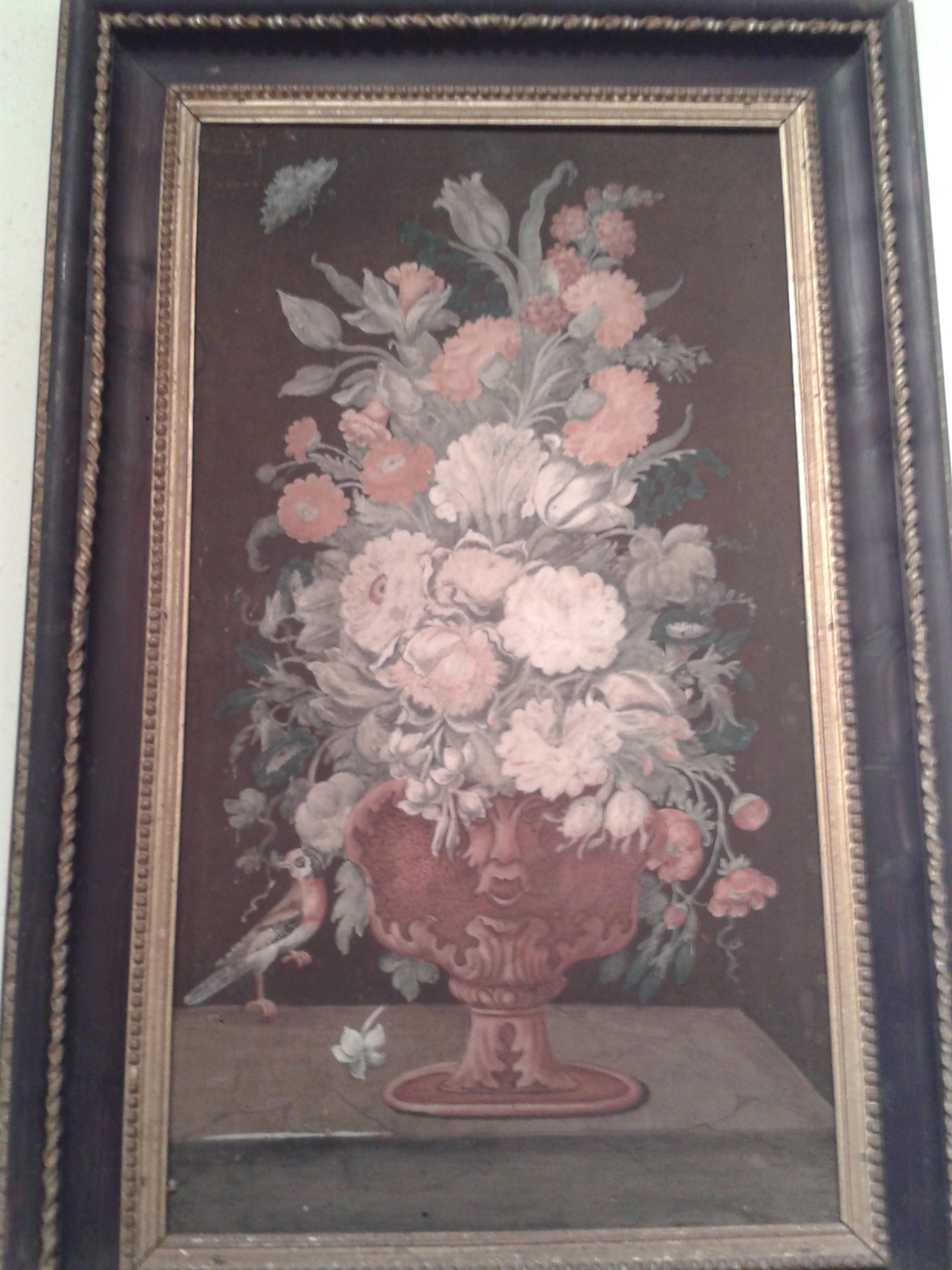
Vaso di fiori di un anonimo.
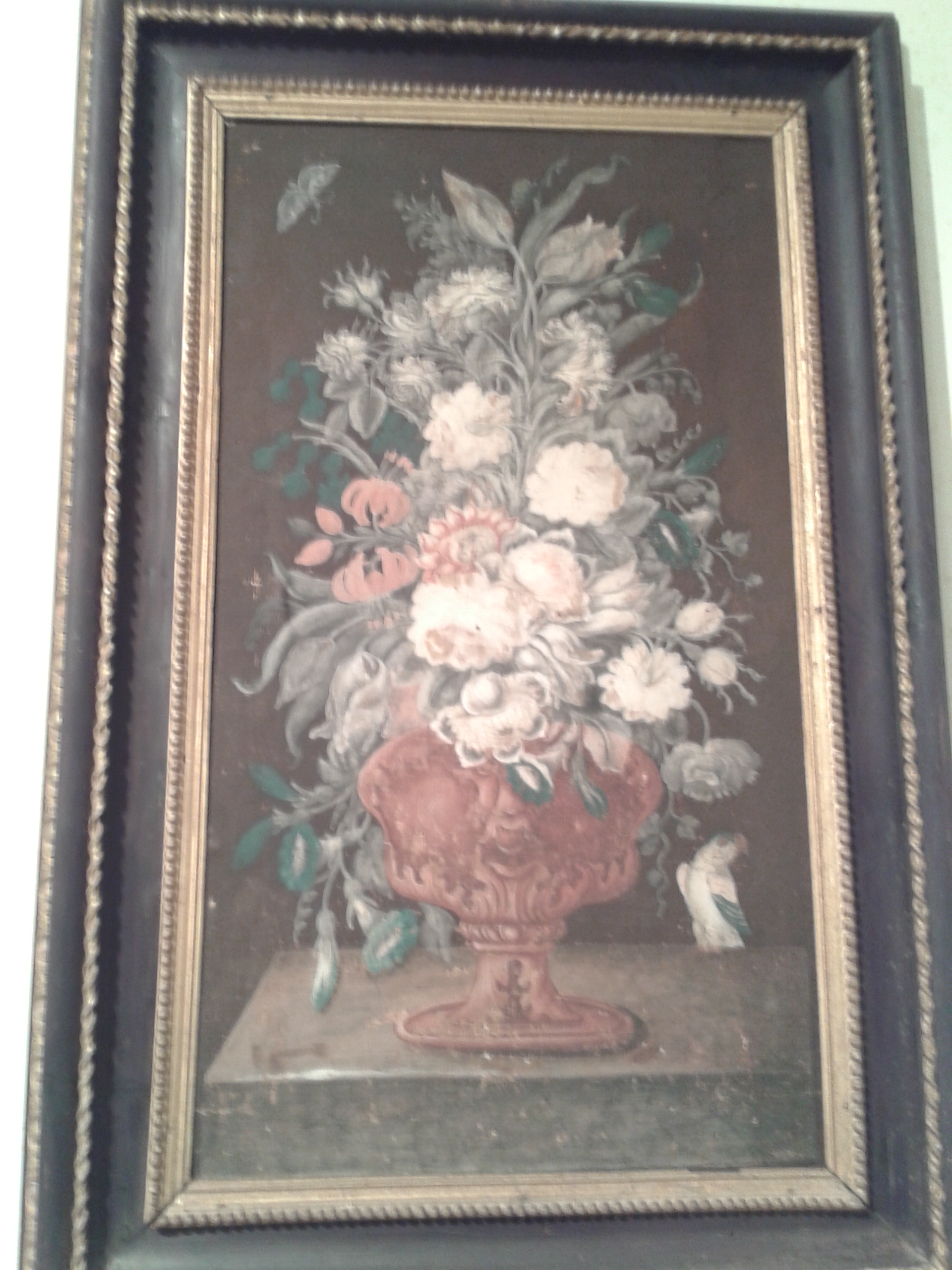
Vaso di fiori di un anonimo.
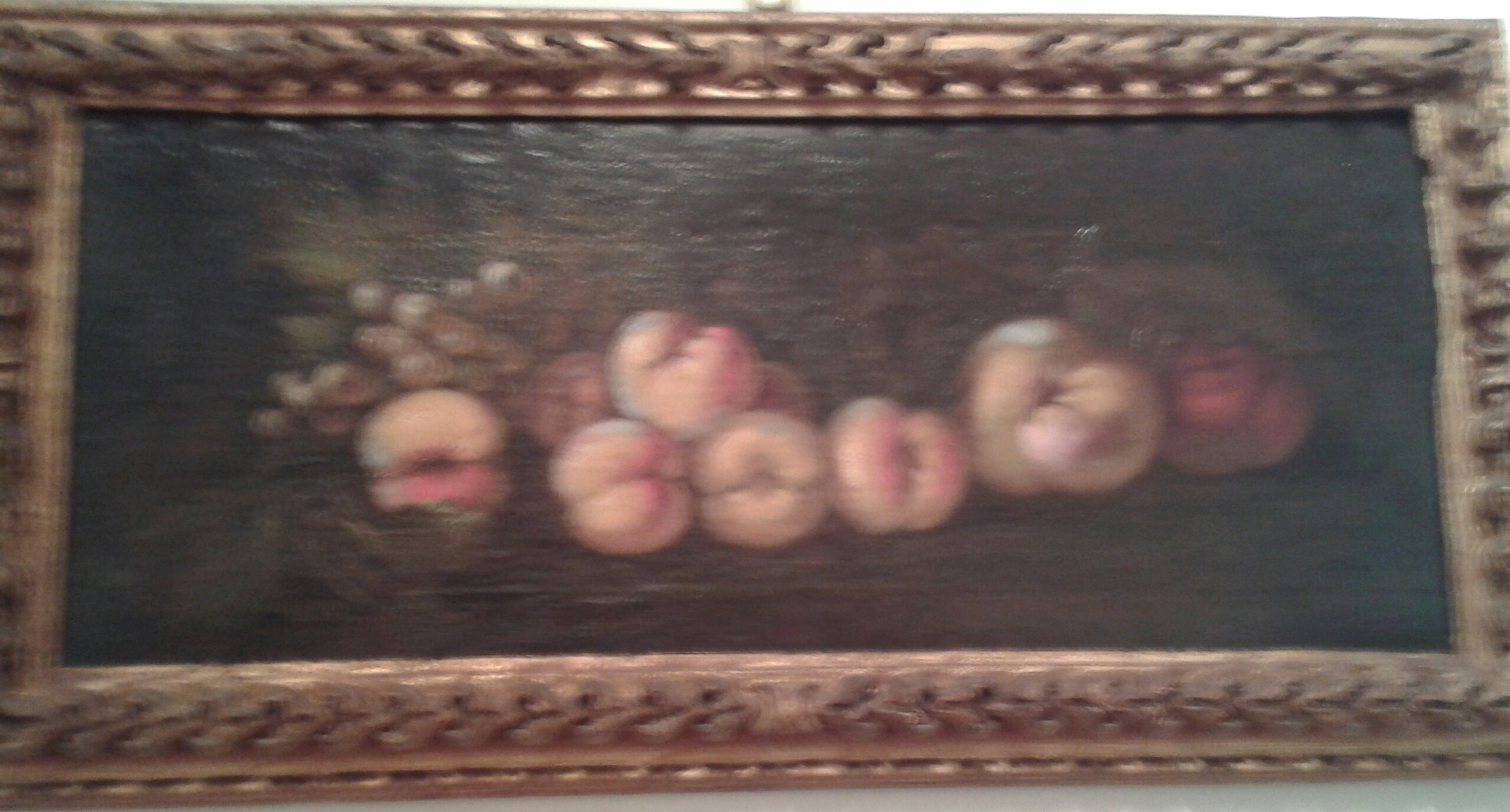
Natura morta di Michelangelo Pace detto da Campidoglio.
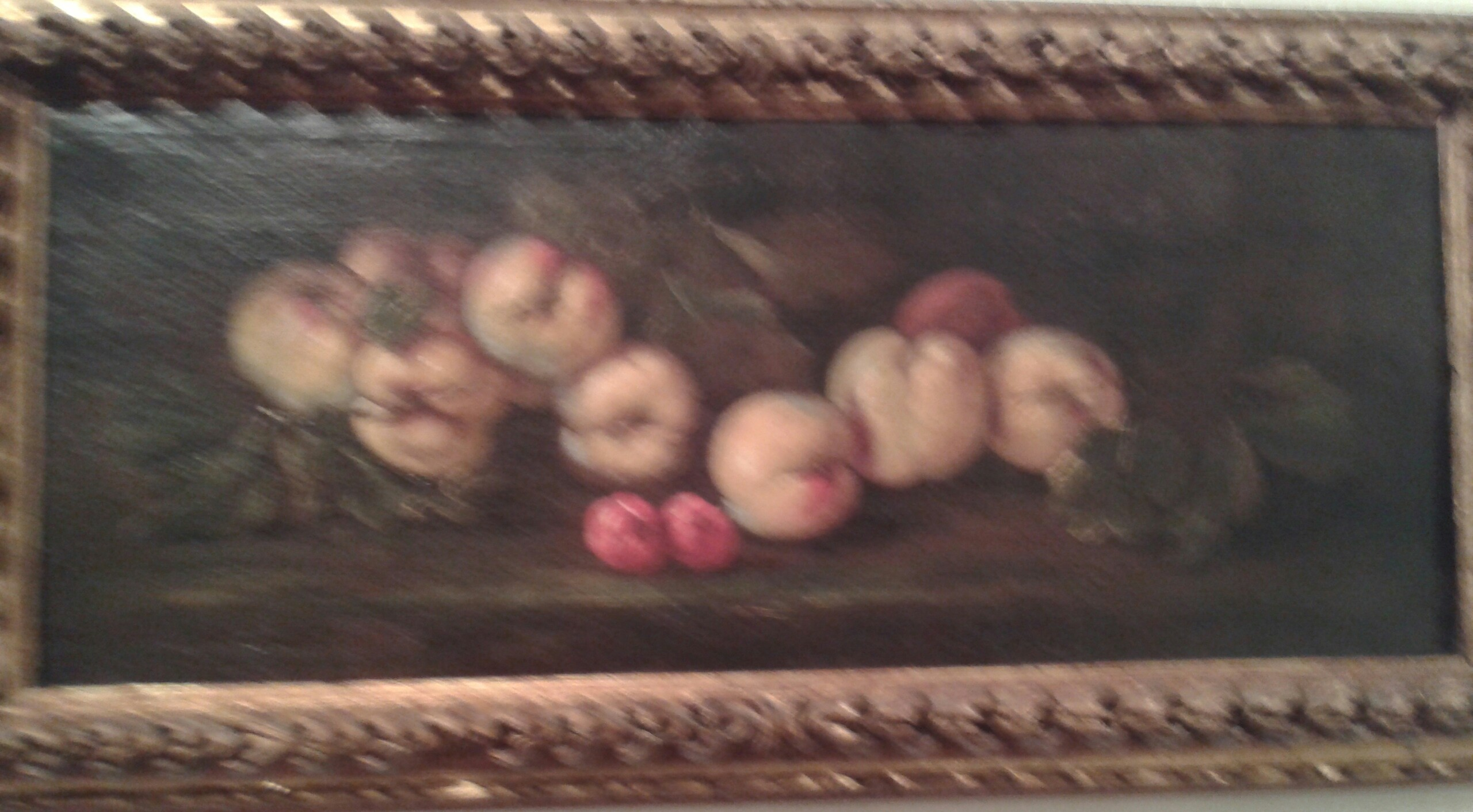
Natura morta di Michelangelo Pace detto da Campidoglio.
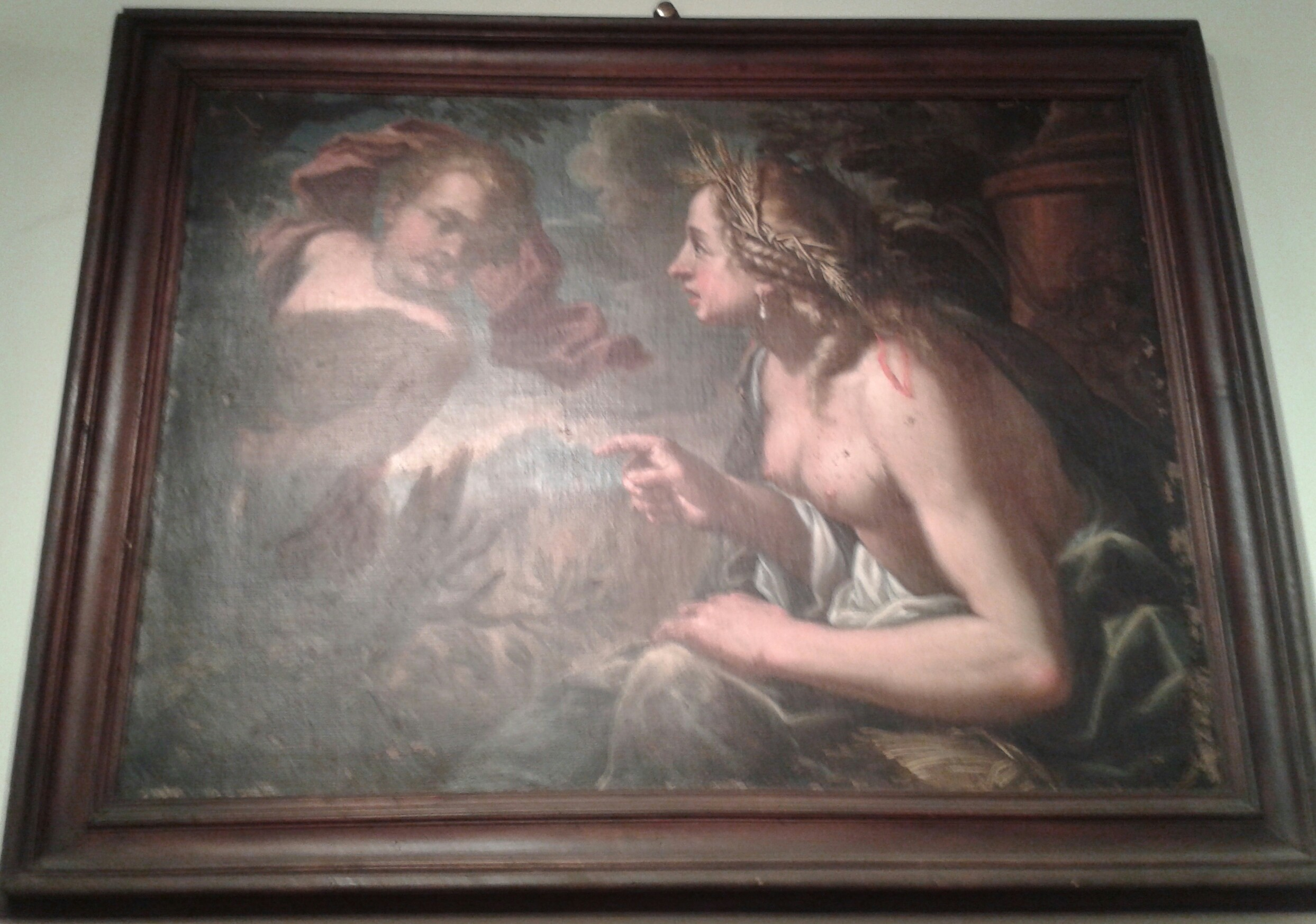
L'Estate di Francesco Mancini.
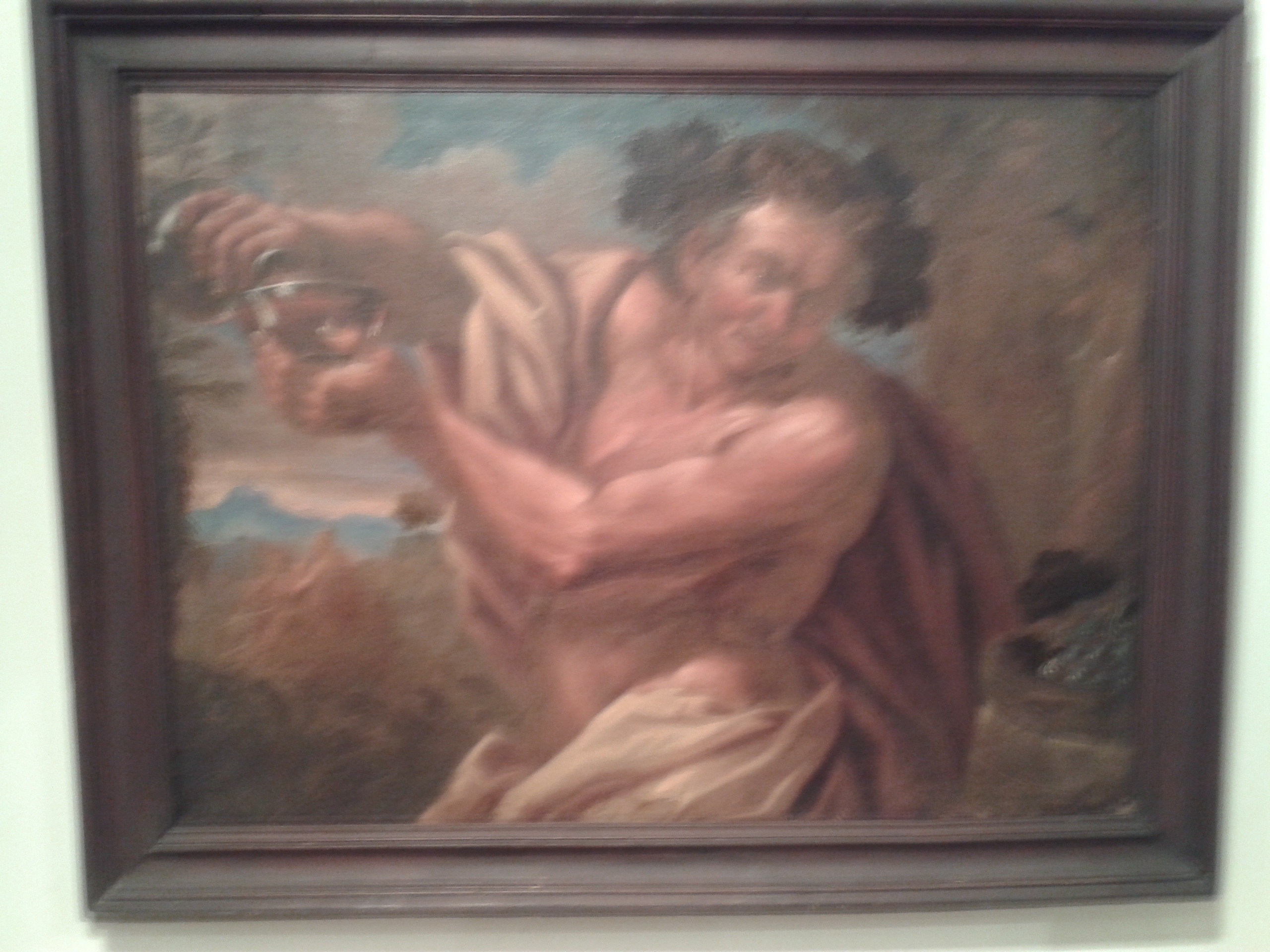
L'Autunno di Francesco Mancini.
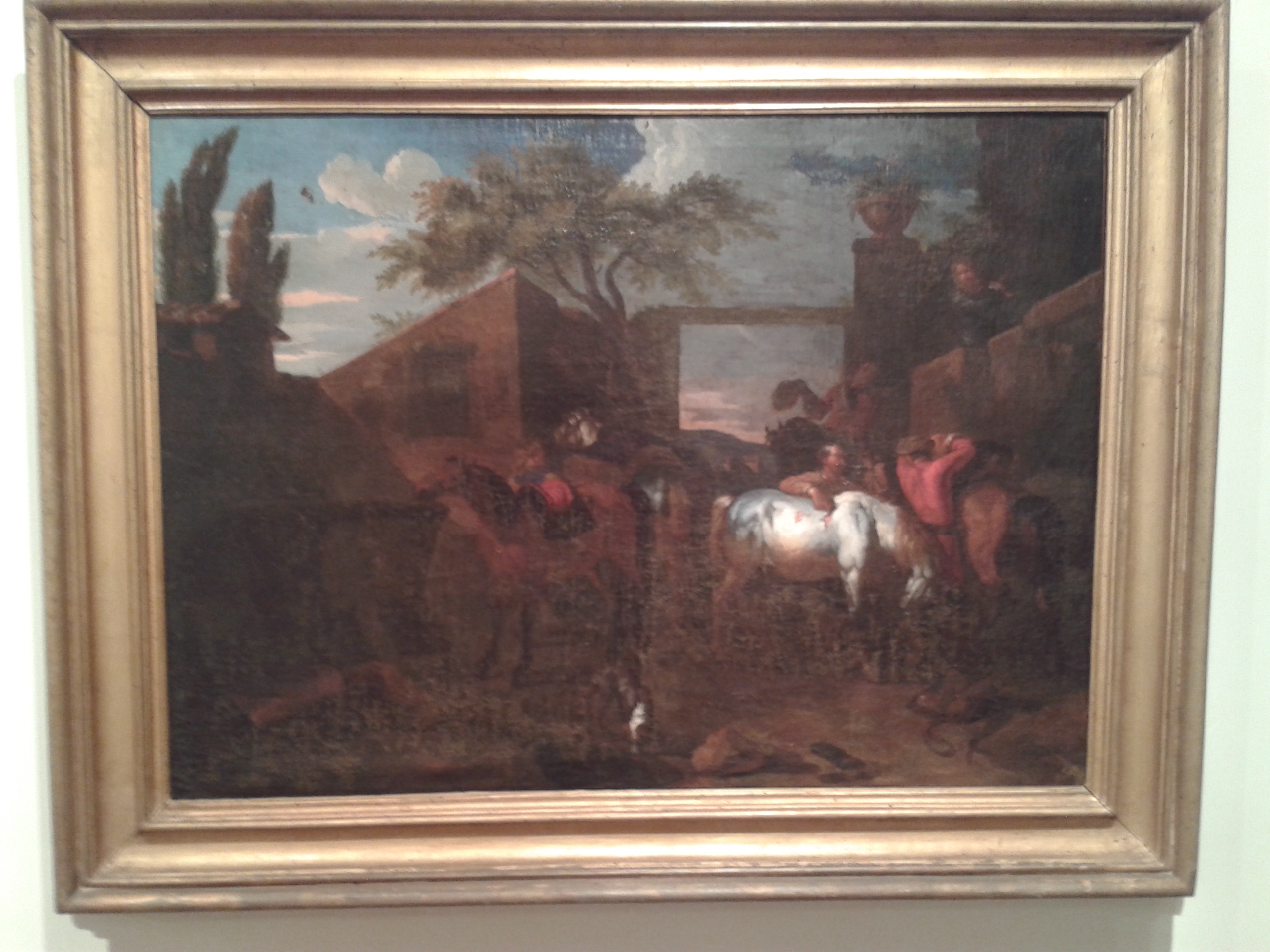
Scena di genere con pastori e armenti.

### Sala dei dipinti sacri

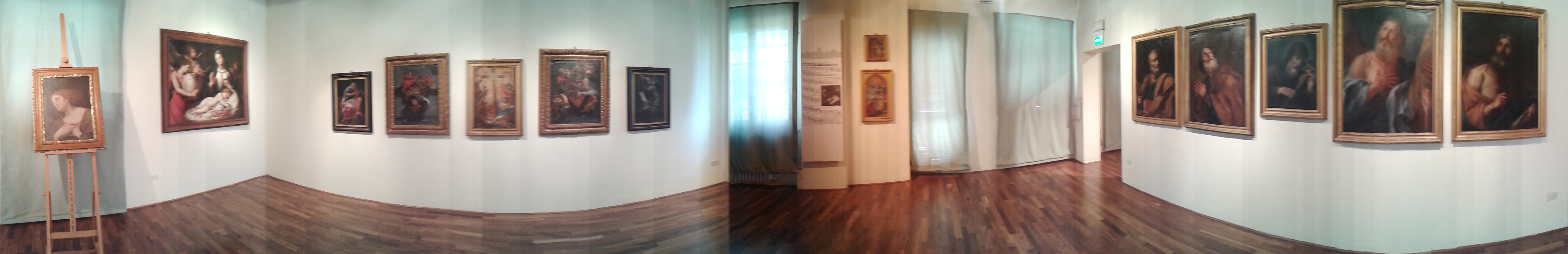
Panoramica della terza sala della Collezione Pascoli.

In questa sala sono conservate tele che rappresentano temi sacri tra cui due bozzetti per i pennacchi della cupola della Chiesa del Gesù di Roma di Giovan Battista Gaulli detto il Baciccio molto stimato da Lione Pascoli tanto da chiamarlo, nel retro delle tele, "insigne", "omo eccellentissimo" e "famoso".

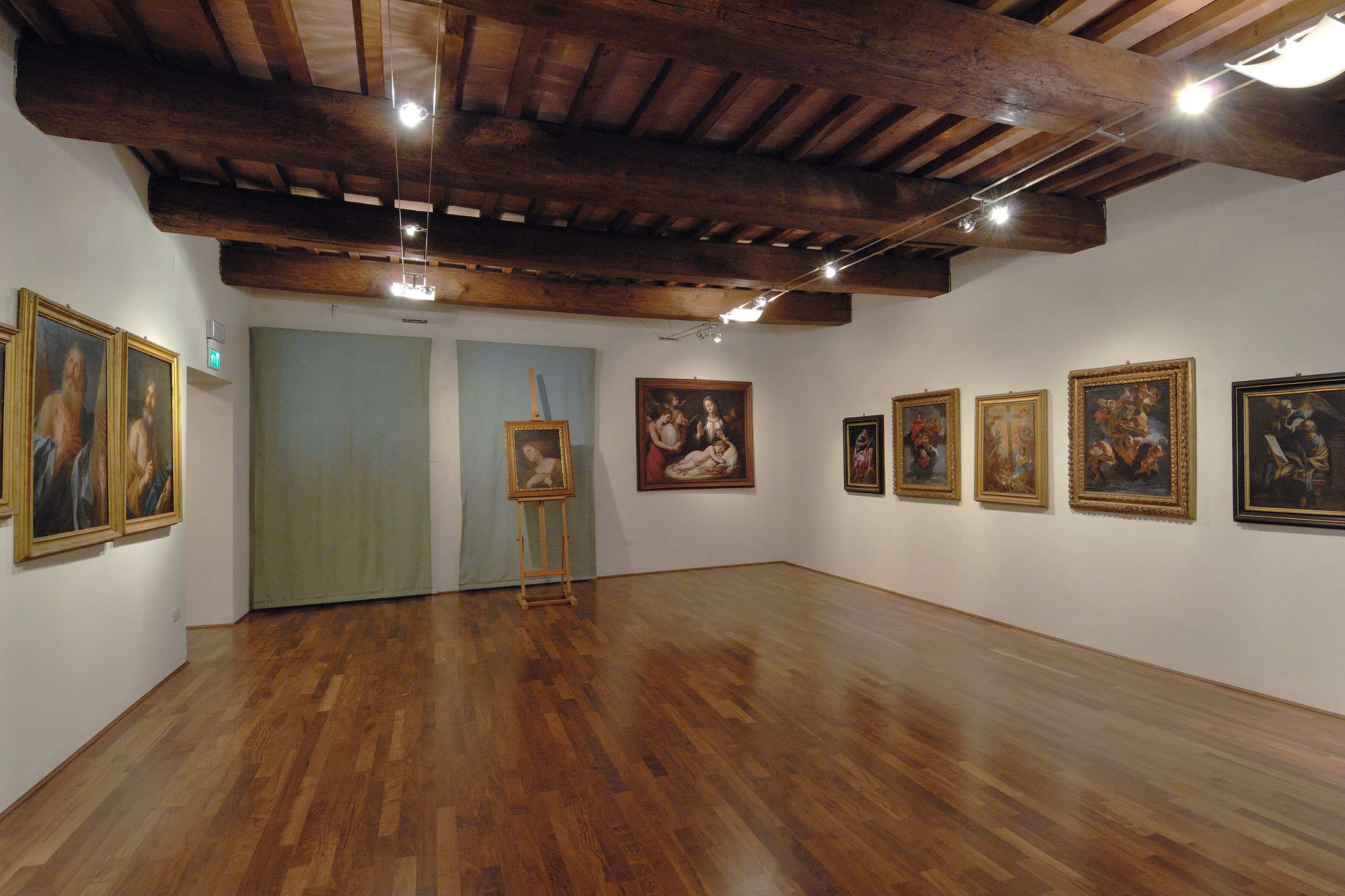
Veduta della sala
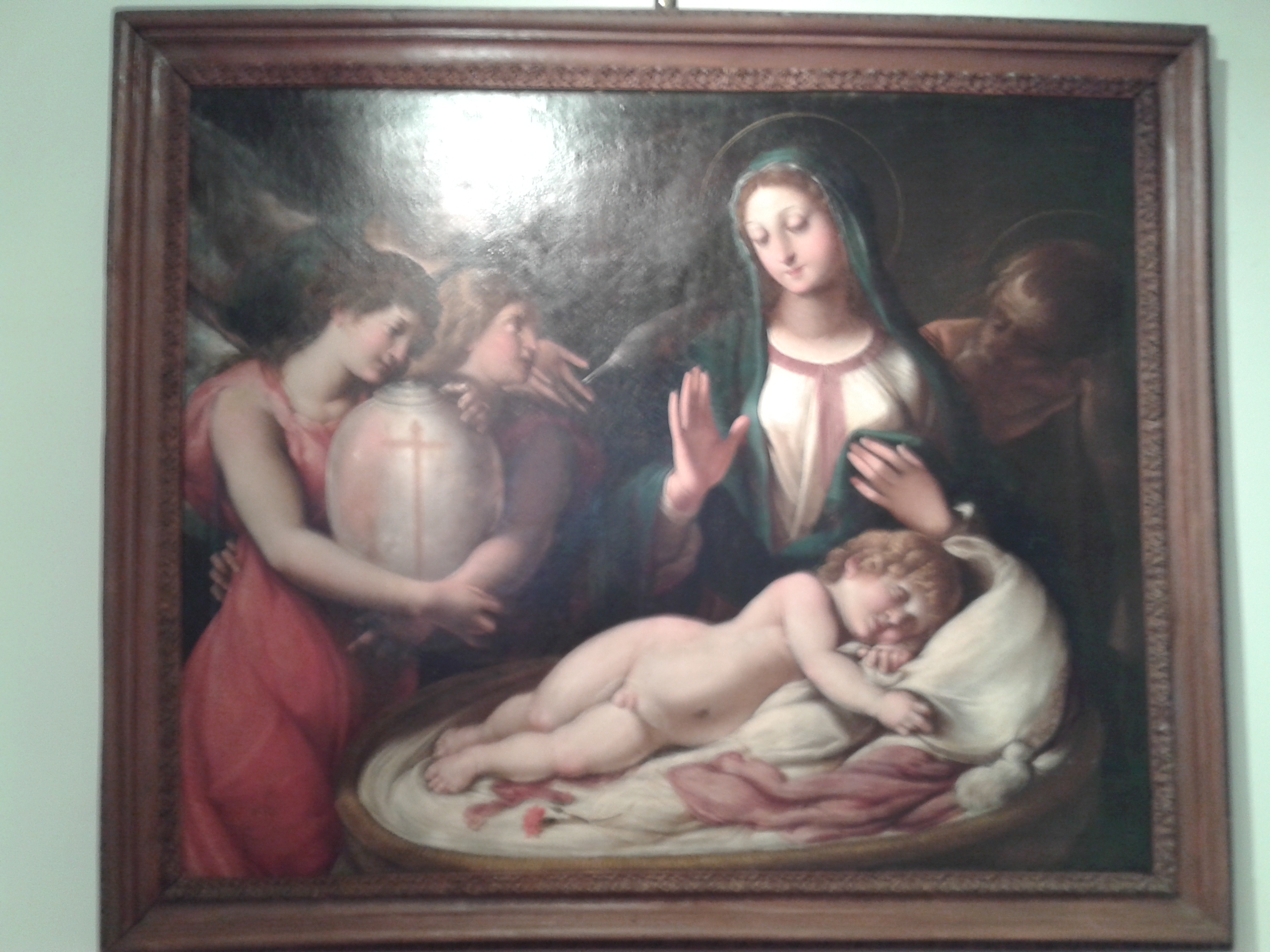
Adorazione del Bambino di un anonimo del XVII secolo.
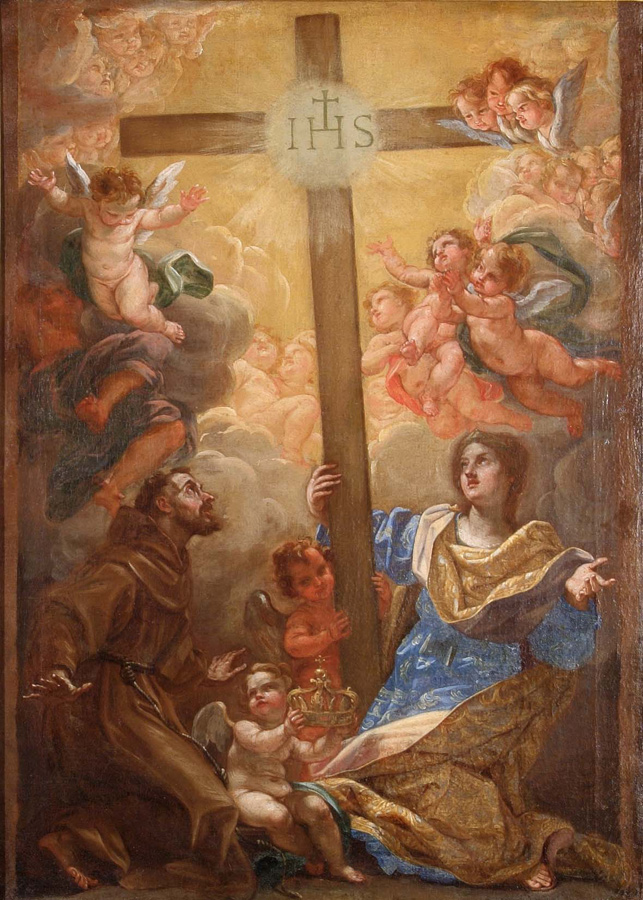
Sant'Elena e San Francesco in adorazione della croce di Giovan Battista Gaulli detto il Baciccio.
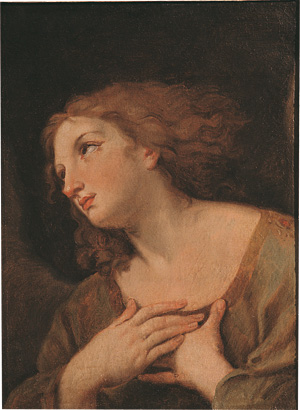
Da Guido Reni Angelo adorante.
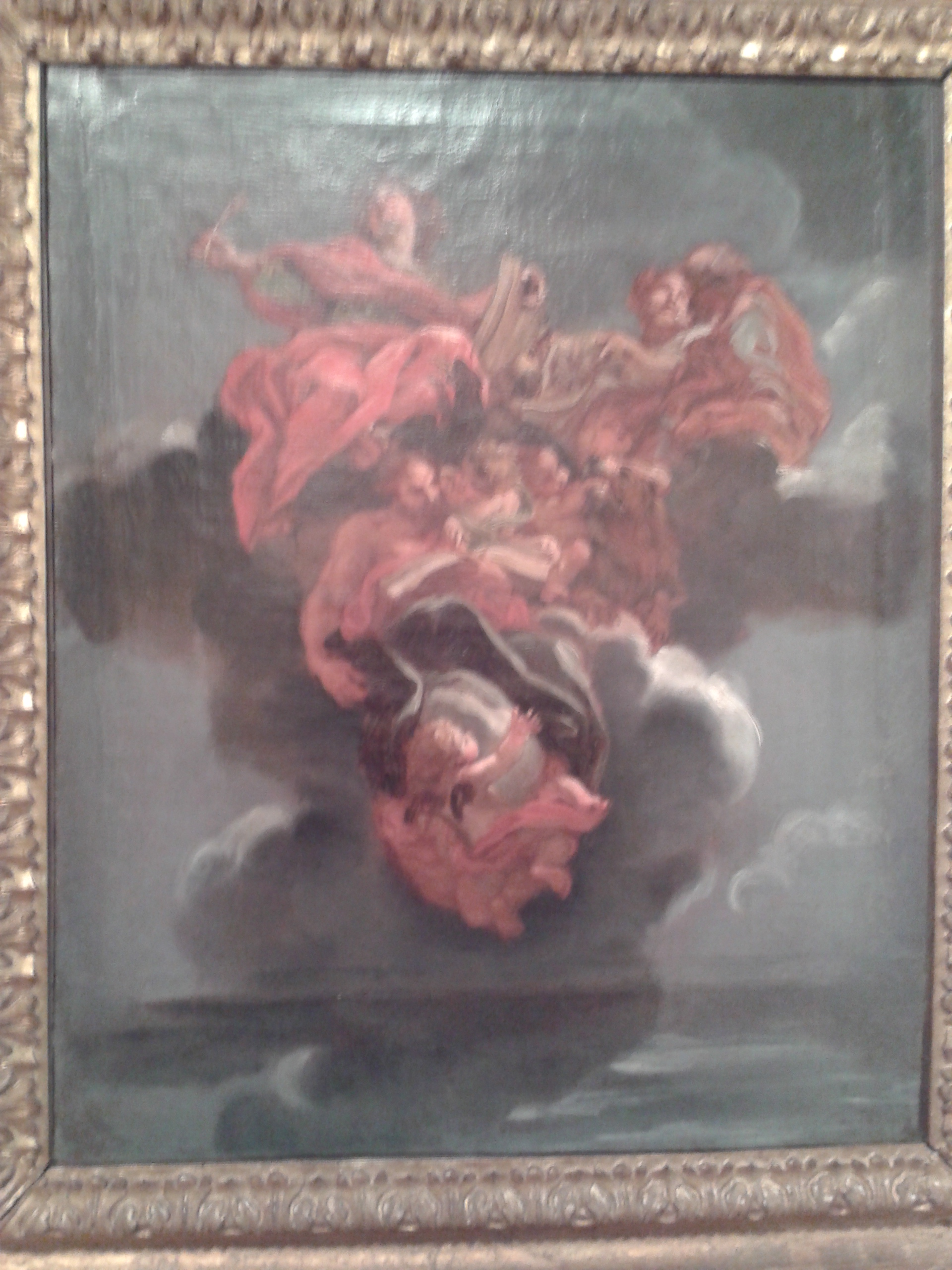
I quattro Evangelisti di Giovan Battista Gaulli detto il Baciccio.
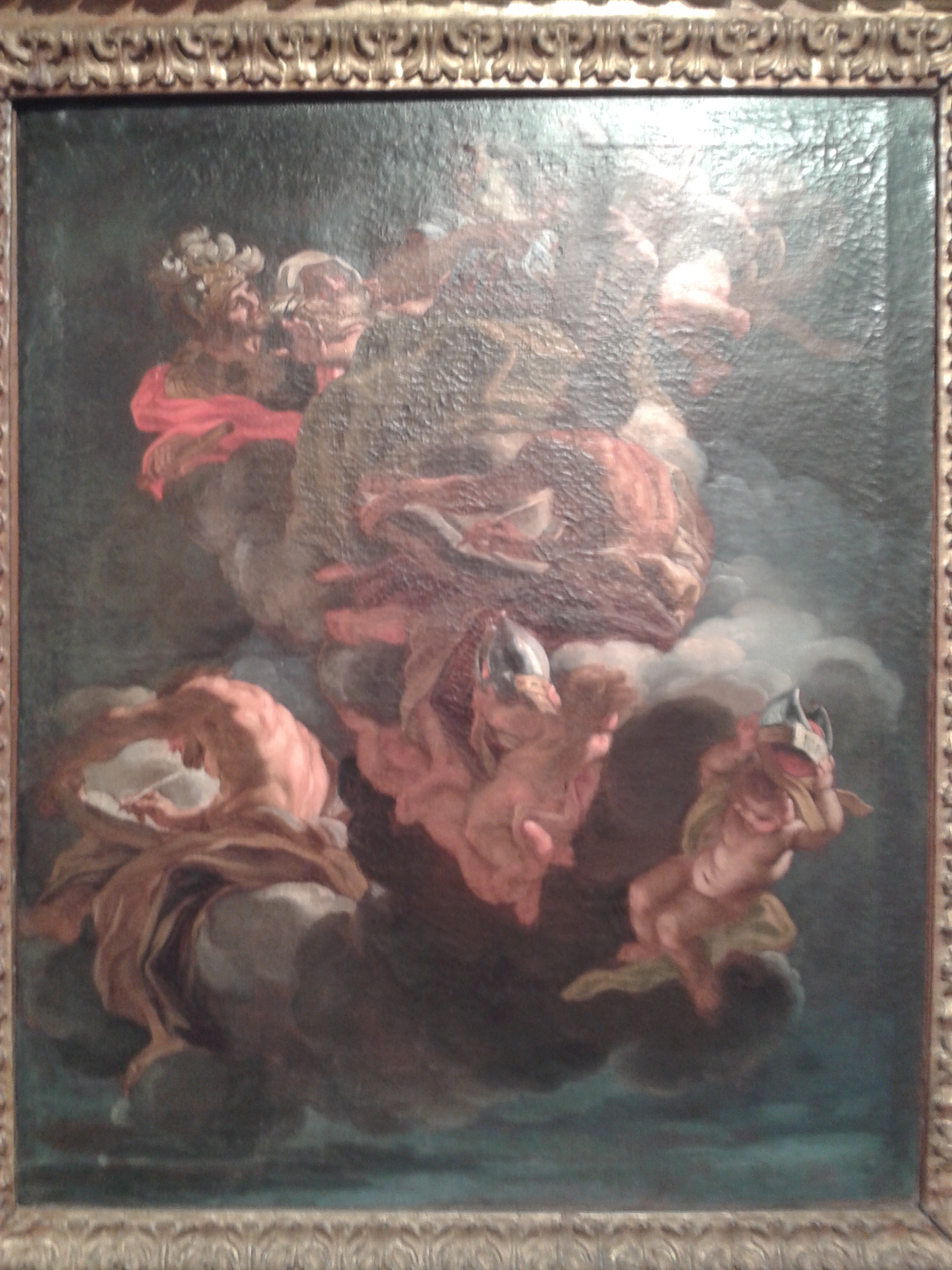
I quattro legislatori d'Israele di Giovan Battista Gaulli detto il Baciccio.
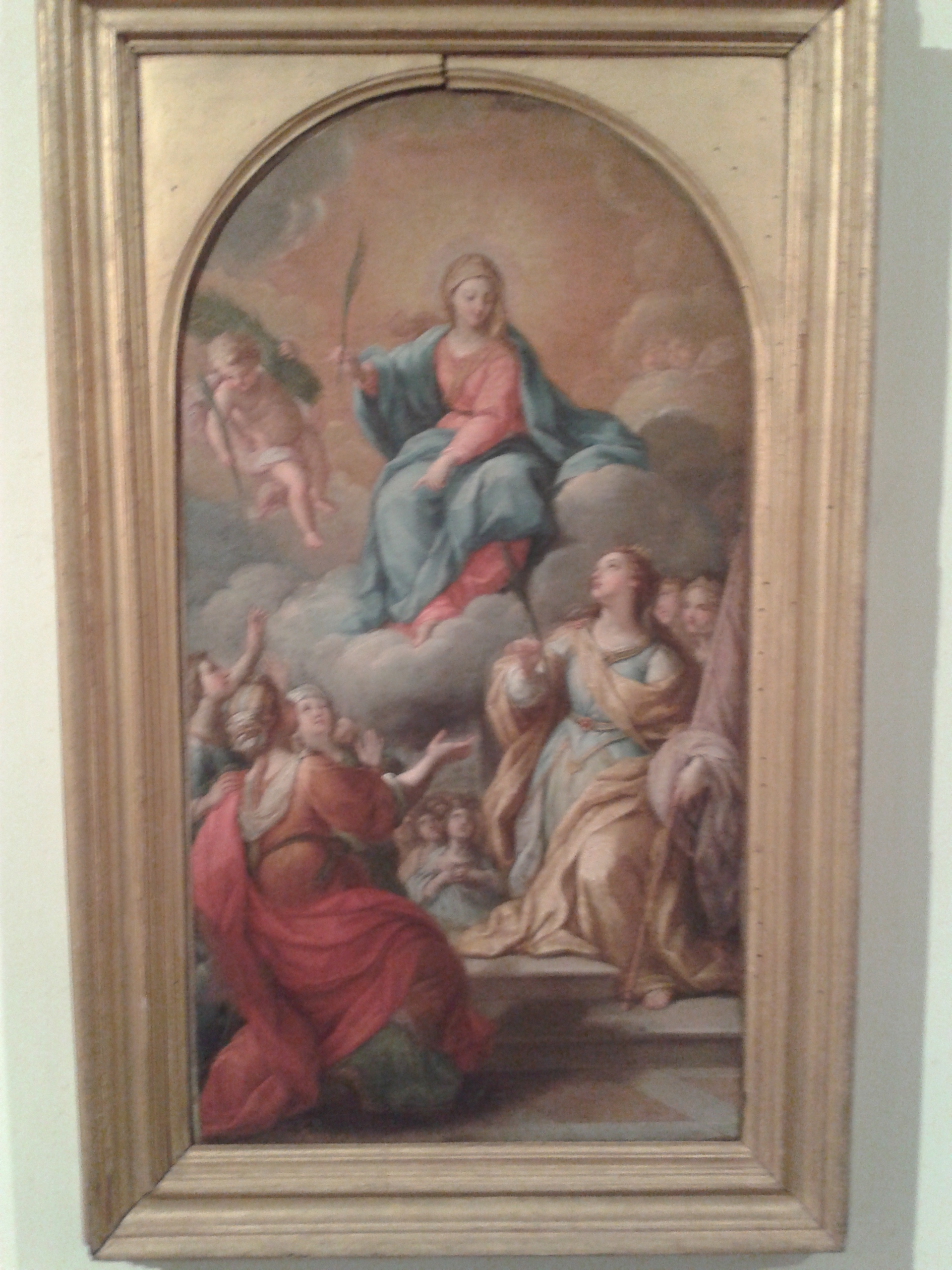
Madonna e Sant'Orsola tra le vergini di Cristoforo Gasperi.
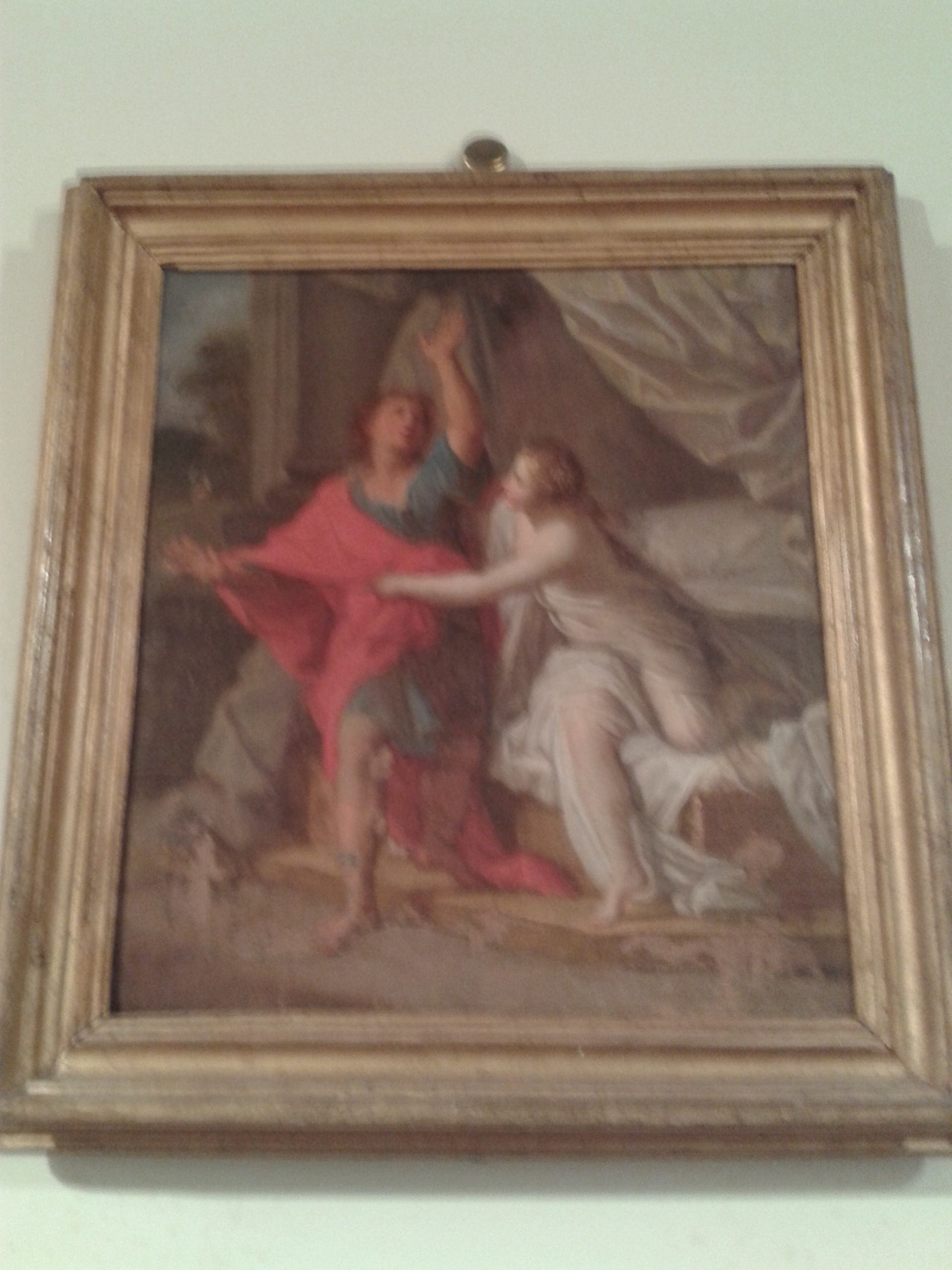
Giuseppe e la moglie di Putifarre di Placido Costanzi.
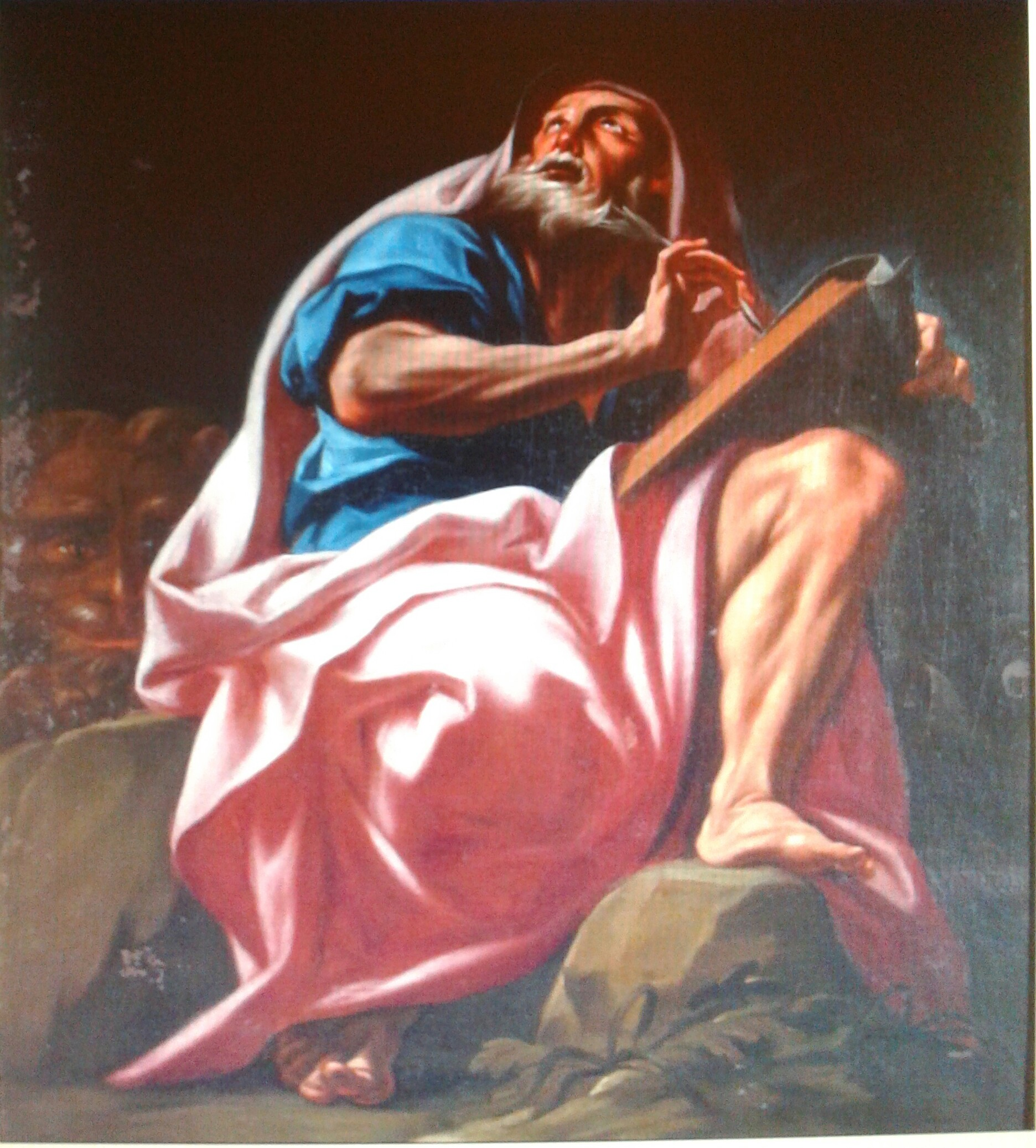
San Marco di Francesco Trevisani.
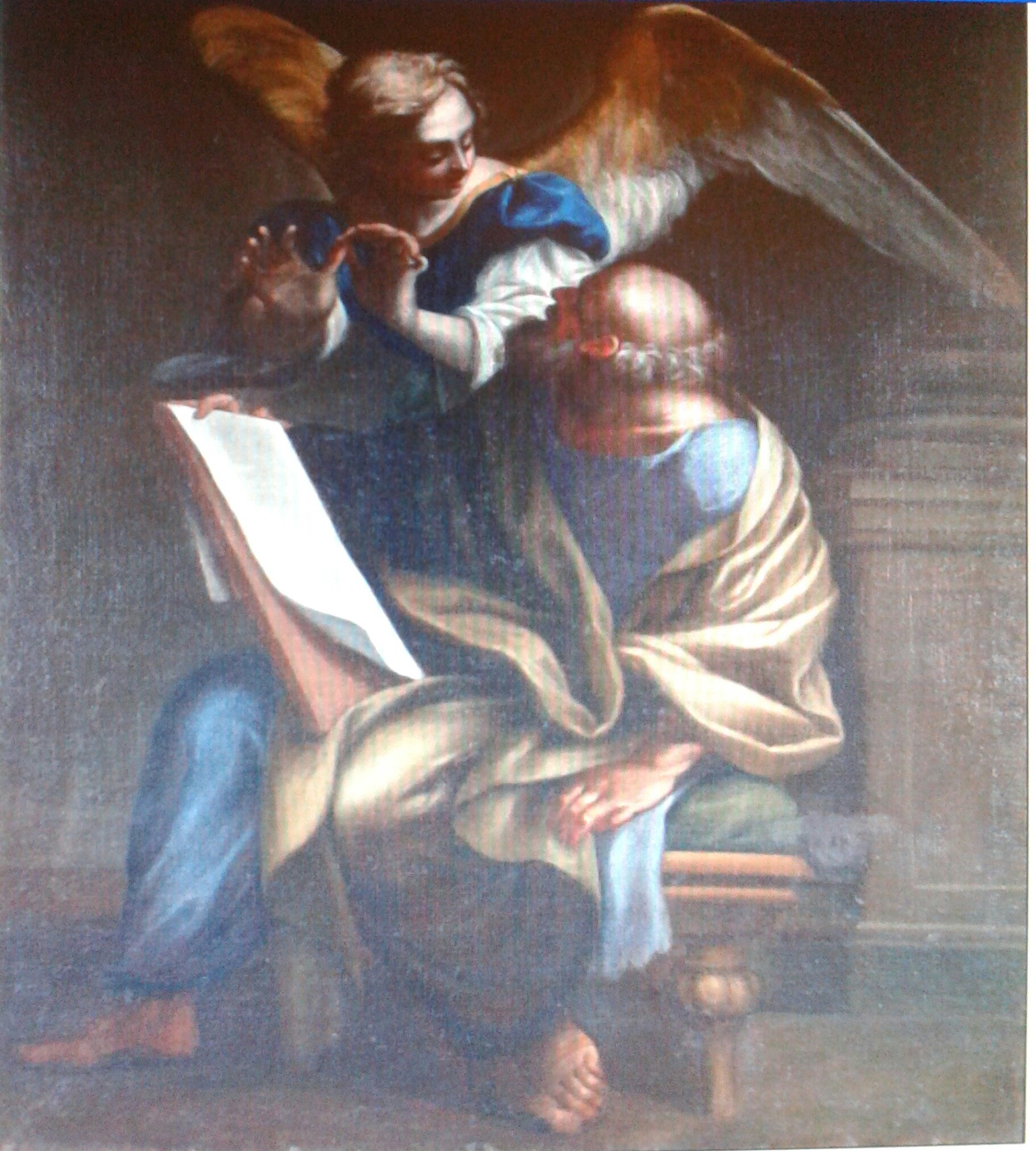
San Matteo di Francesco Trevisani.
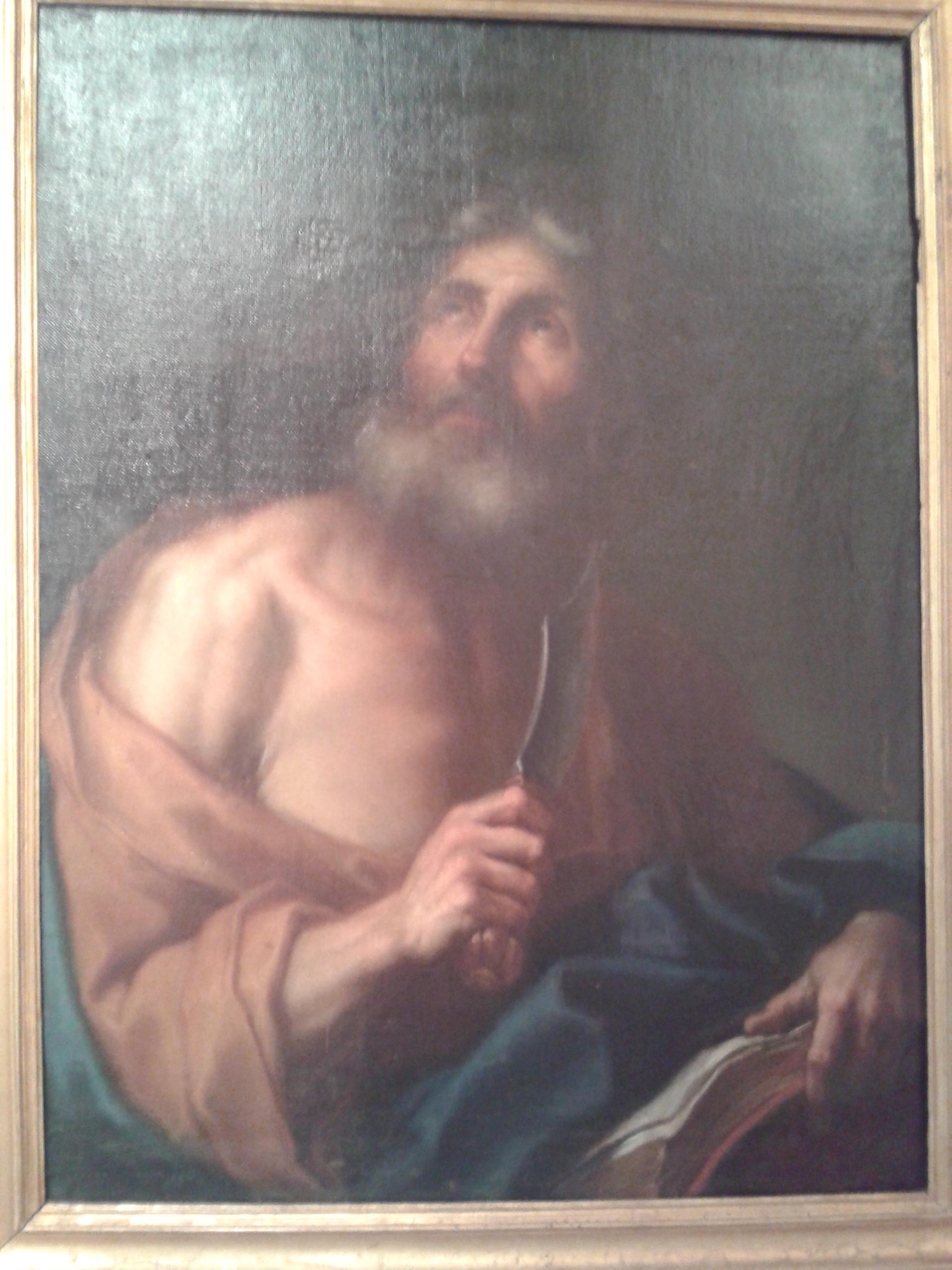
San Bartolomeo di Placido Costanzi.
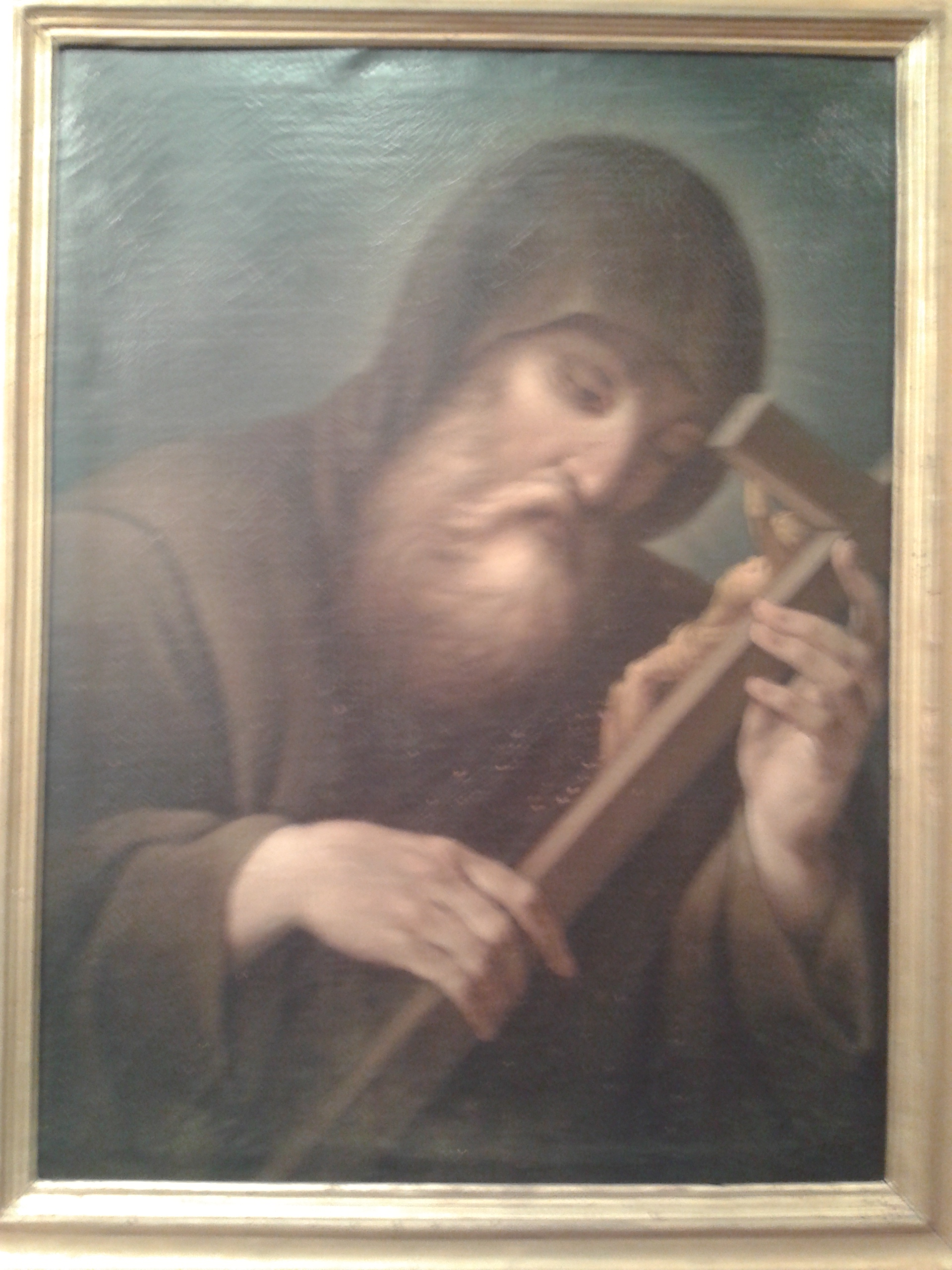
San Francesco di Paola di Placido Costanzi.
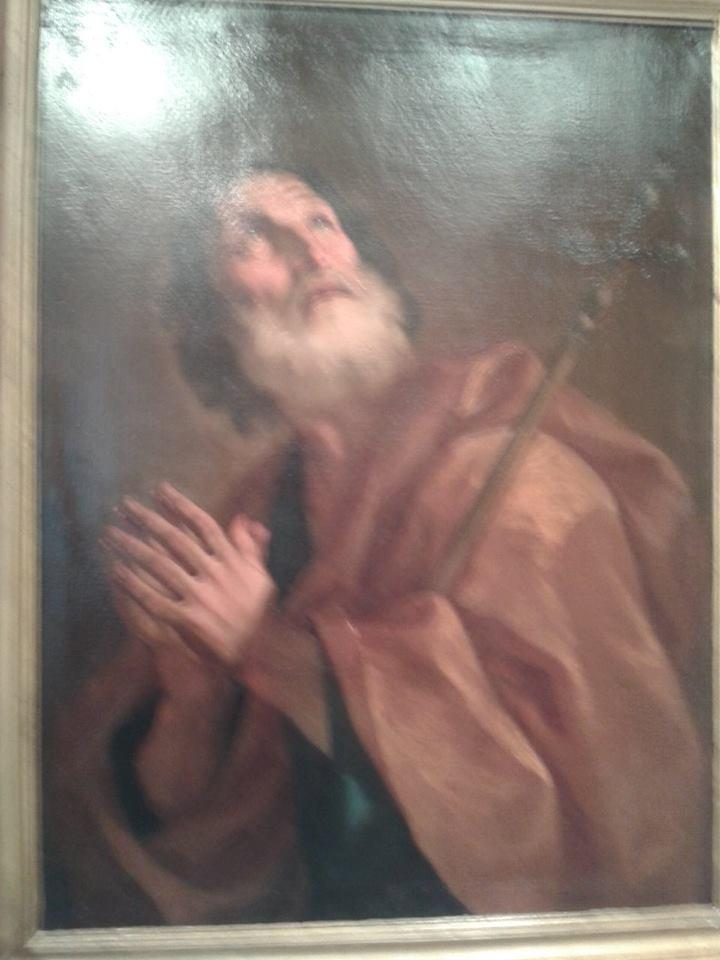
San Giacomo Apostolo di Luigi Garzi.
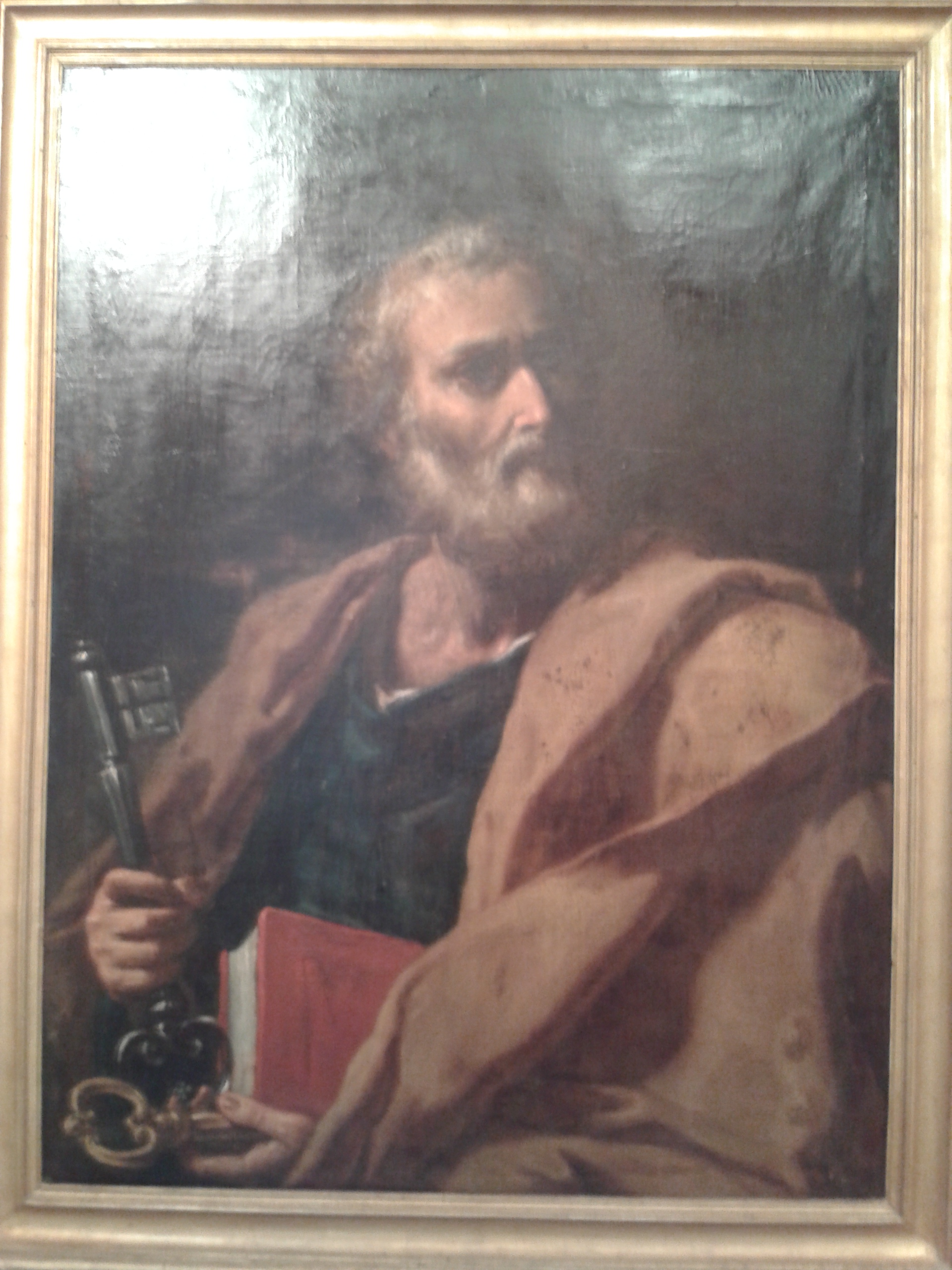
San Pietro di Marco Benefial.
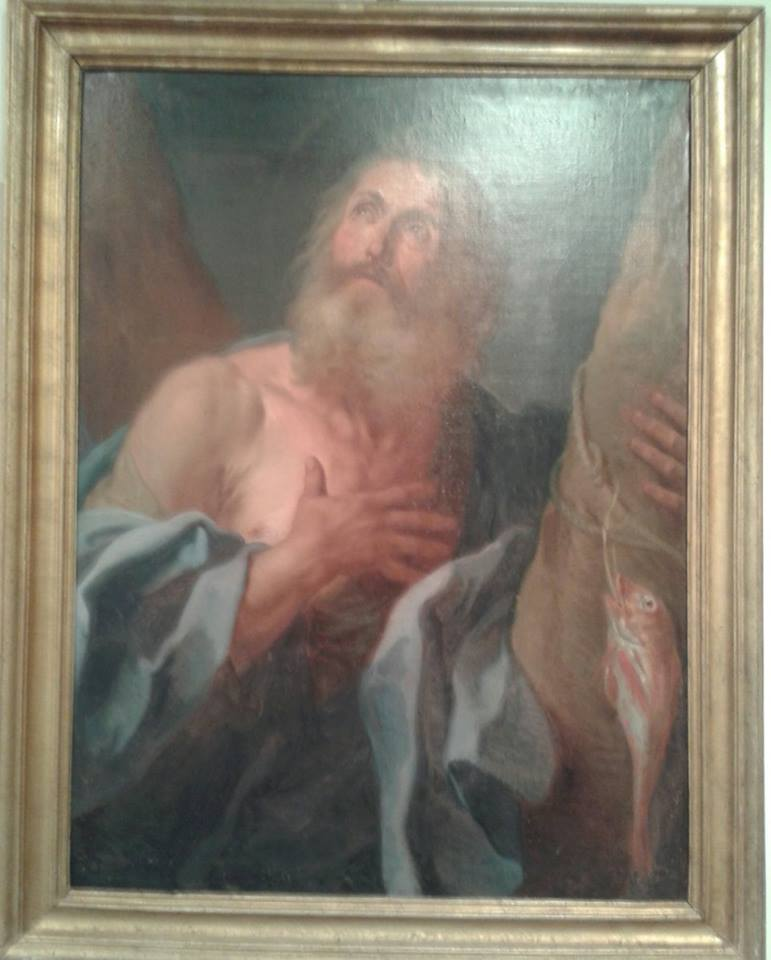
Sant'Andrea di Sebastiano Conca.